# Heidenheim an der Brenz

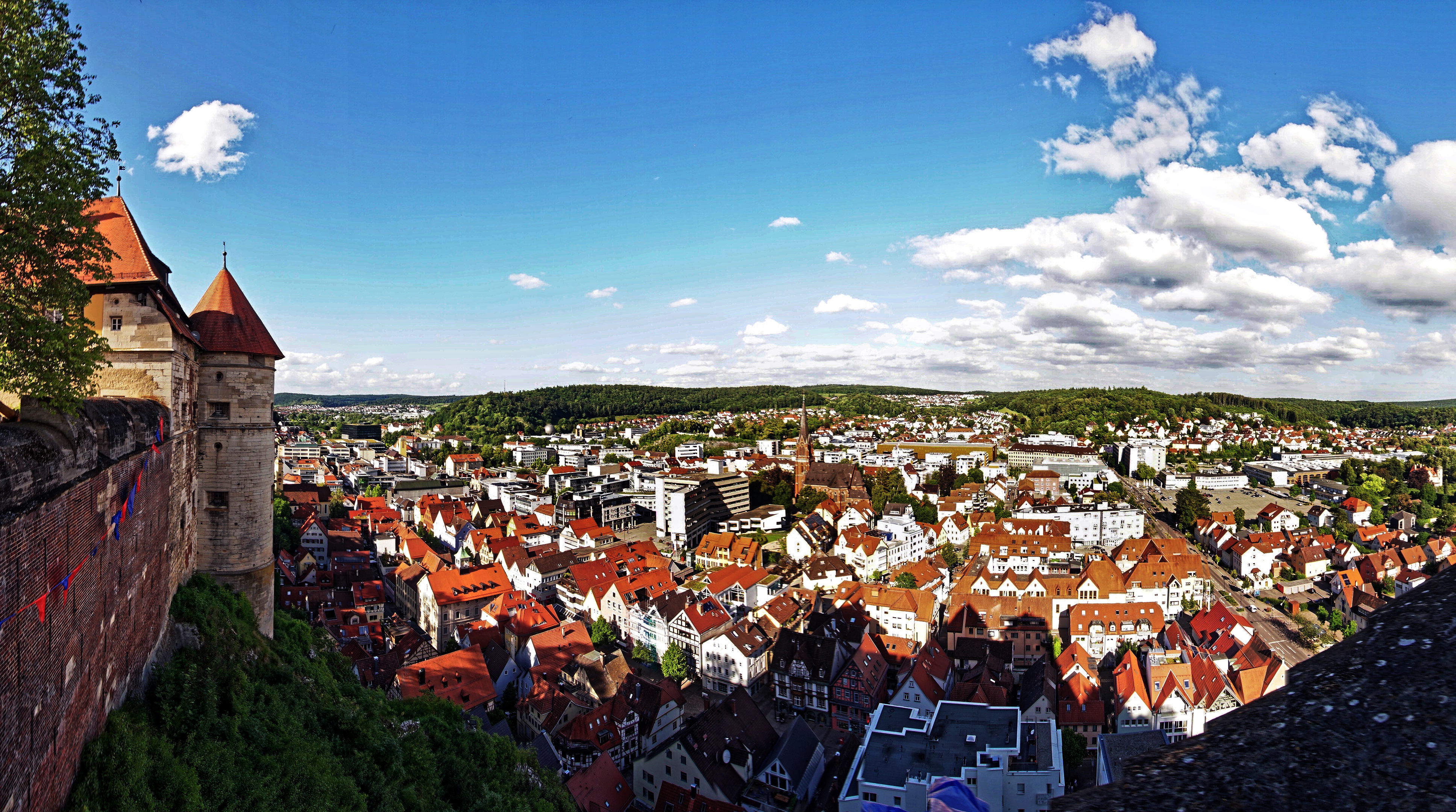
Heidenheim, vom Schloss Hellenstein aus gesehen

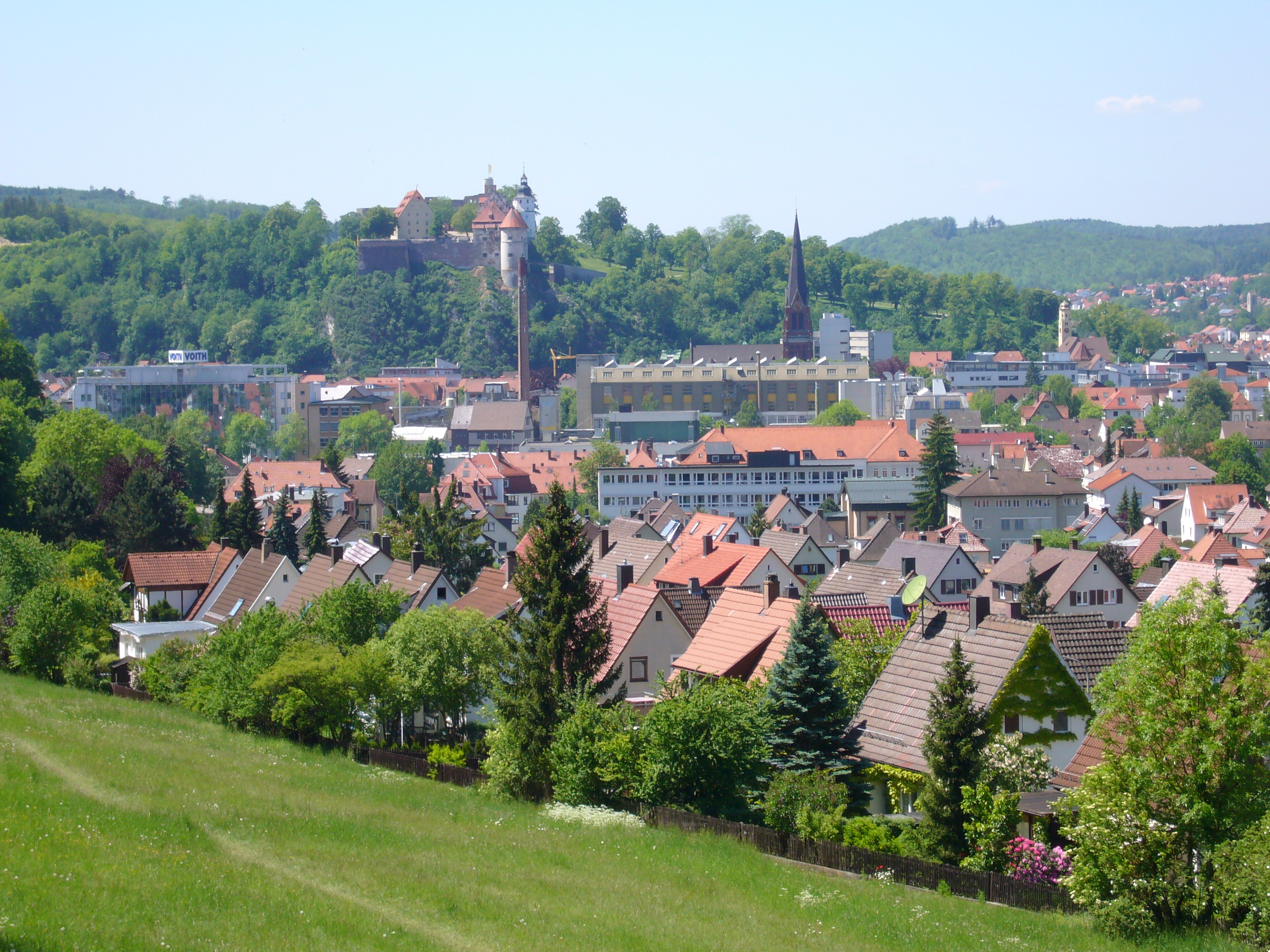
Heidenheim im Jahr 2007

Heidenheim an der Brenz (schwäbisch „Hoidna“, auch „Hoirna“) ist eine Stadt im Osten Baden-Württembergs an der Grenze zu Bayern, etwa 17 Kilometer südlich von Aalen und 33 Kilometer nördlich von Ulm. Sie ist die Kreisstadt und größte Stadt des Landkreises Heidenheim und nach Aalen und Schwäbisch Gmünd die drittgrößte Stadt der Region Ostwürttemberg.
Heidenheim bildet ein Mittelzentrum, zu dessen Mittelbereich alle Gemeinden des Landkreises Heidenheim gehören. Seit 1. April 1956 ist Heidenheim Große Kreisstadt. Mit der Gemeinde Nattheim ist die Stadt Heidenheim eine Vereinbarte Verwaltungsgemeinschaft eingegangen.

## Geographie

### Lage
Heidenheim liegt auf 478 bis 645 Metern Höhe zwischen Albuch und Härtsfeld am nordöstlichen Ende der Schwäbischen Alb in einer Talweitung der Brenz bei der Einmündung des Stubentals am Fuß des Hellensteins. Die Brenz betritt von Königsbronn kommend, wo sie entspringt, im Nordwesten das Stadtgebiet, durchfließt es in Nord-Süd-Richtung und teilt dabei nacheinander die Siedlungsflächen der Stadtteile Aufhausen und Schnaitheim, anschließend die der Kernstadt und schließlich die des Stadtteils Mergelstetten, um es im Süden in Richtung Herbrechtingen wieder zu verlassen.

### Nachbargemeinden
Folgende Städte und Gemeinden grenzen an die Stadt Heidenheim an der Brenz. Sie werden im Uhrzeigersinn beginnend im Norden genannt: Aalen und Neresheim (Ostalbkreis), Nattheim (Landkreis Heidenheim), Syrgenstein (Landkreis Dillingen, Bayern) sowie Giengen an der Brenz, Herbrechtingen, Steinheim am Albuch und Königsbronn (alle Landkreis Heidenheim).

### Stadtgliederung
Das Stadtgebiet Heidenheim an der Brenz besteht aus der Kernstadt (mit der abgegangenen Ortschaft Bintzwangen und dem in Heidenheim aufgegangenen Ort Niederhofen) und den folgenden von 1910 bis 1974 eingegliederten Gemeinden:

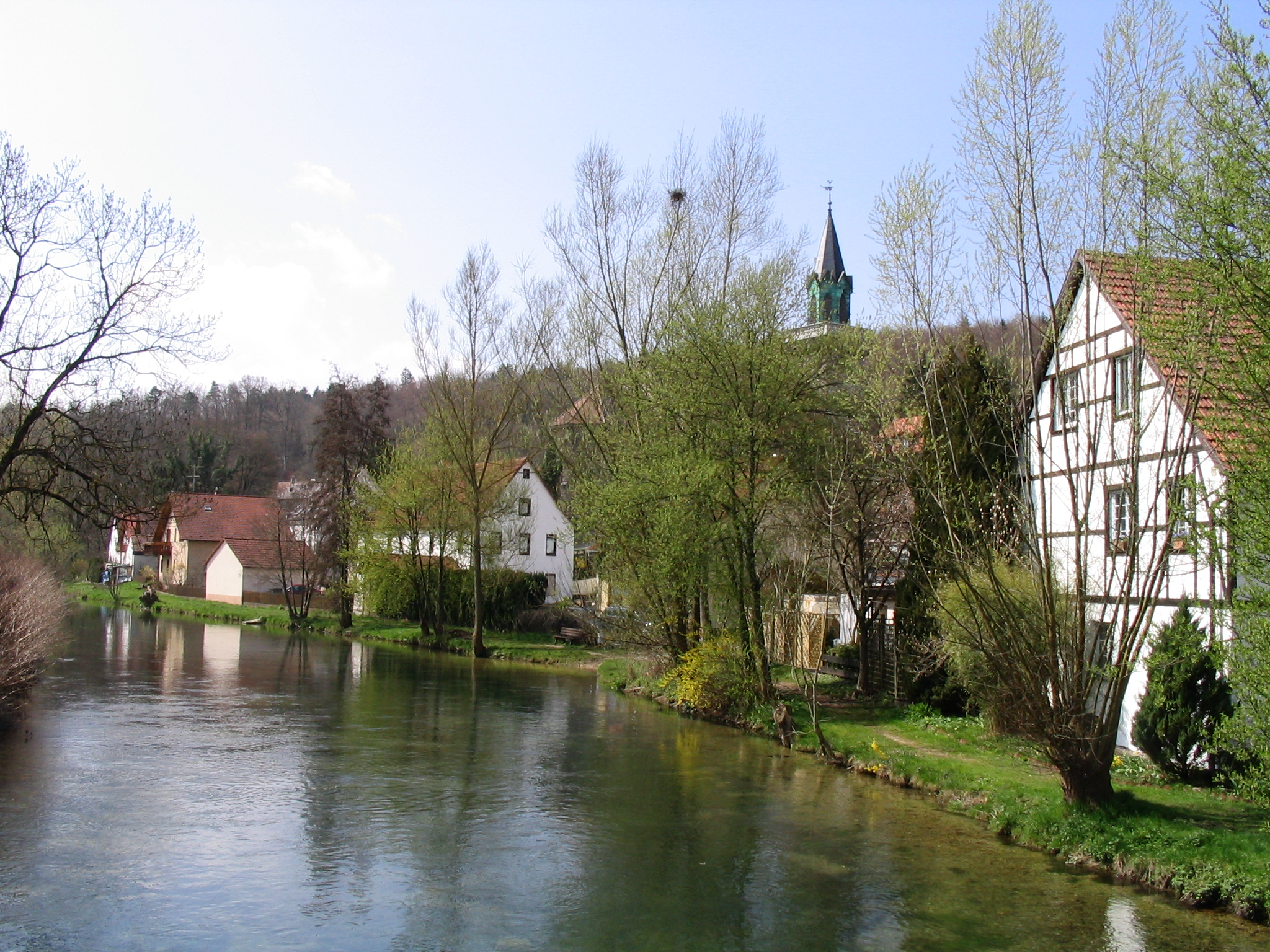
Brenzufer bei Mergelstetten

- Schnaitheim (mit Aufhausen und dem Wohngebiet Mittelrain)
- Mergelstetten (mit dem Wohngebiet Reutenen)
- Oggenhausen (mit Heuhof)
- Großkuchen (mit Kleinkuchen und den Weilern: Nietheim und Rotensohl sowie den abgegangenen Ortschaften Hagenbucher Hof, Hubertsweiler und Norderenhausen)

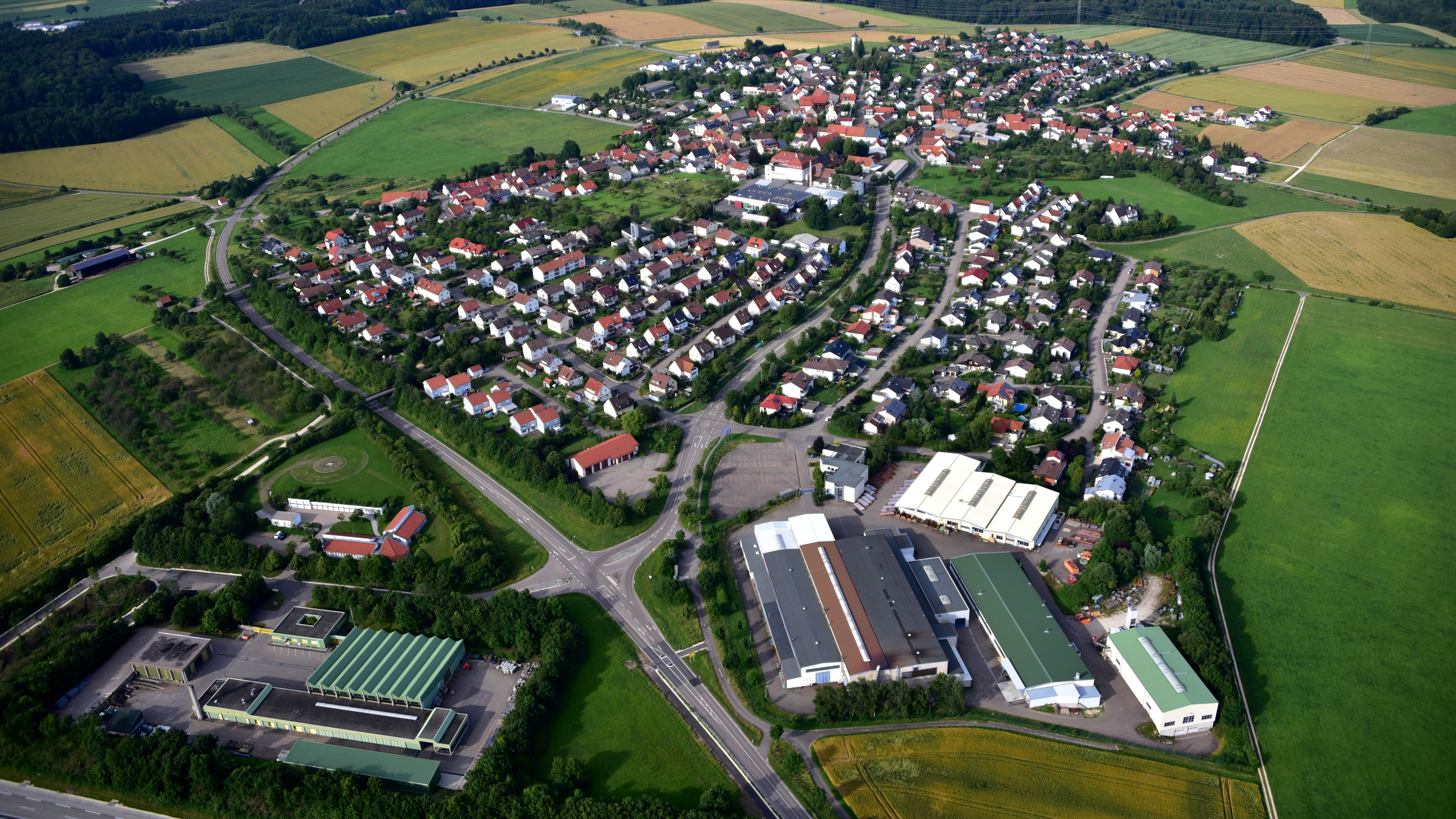
Oggenhausen, Luftaufnahme (2016)

Die beiden erst bei der jüngsten Gebietsreform eingegliederten Gemeinden Großkuchen und Oggenhausen sind zugleich Ortschaften im Sinne der baden-württembergischen Gemeindeordnung, das heißt, sie haben jeweils einen von der Bevölkerung bei jeder Kommunalwahl neu zu wählenden Ortschaftsrat, dessen Vorsitzender der Ortsvorsteher ist.

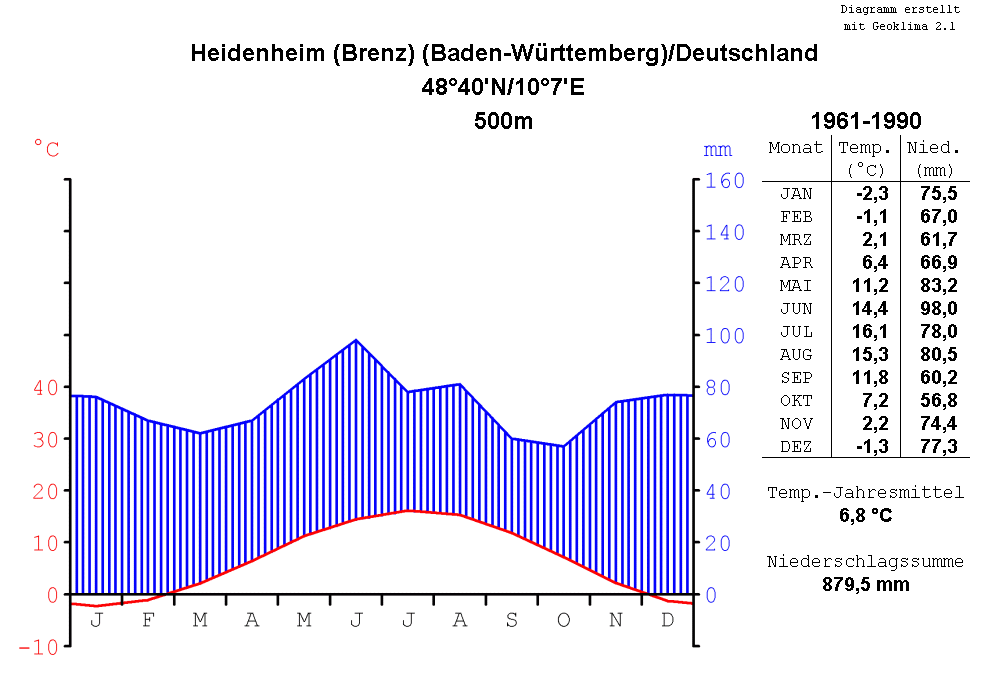
Klimadiagramm von Heidenheim 1961–1990

### Klima
Heidenheim an der Brenz hat eine Durchschnittstemperatur von 8,1 °C. Die Niederschlagsmenge beträgt im Jahresdurchschnitt 880 Millimeter. Insbesondere im Herbst tritt häufiger Nebel auf. In den Wintermonaten fällt in der Regel Schnee, allerdings reicht dieser nicht immer für eine geschlossene Schneedecke aus. Das normalerweise trockene Bett des Wedels, der von westlicher Richtung die Stadt erreicht, führt zur Zeit der Schneeschmelze Wasser, und auch die Brenz weist einen erhöhten Wasserstand auf. Aufgrund von Hochwasserrückhaltebecken in den umliegenden Trockentälern und der Verdolung des Wedels stellt Hochwasser mittlerweile kein großes Problem mehr dar.

### Flächenaufteilung
Nach Daten des Statistischen Landesamtes, Stand 2014.

### Schutzgebiete
Nördlich von Aufhausen liegt das Naturschutzgebiet Brünneleswiesen, östlich von Großkuchen das Naturschutzgebiet Buchhalde-Neresheimer Tal. Darüber hinaus liegen im Stadtgebiet insgesamt 17 Landschaftsschutzgebiete:
- Krätzental
- Großer Bühl
- Kleiner Bühl
- Siechenberg mit Vohberg und Umgebung
- Flönstäle
- Schloßberg
- Ugental mit Vorderem und Hinterem Teil und Arphalde
- Ugental zwischen Ochsenhau und Buchhalde
- Heide zwischen Jahnstraße und Fuchssteige (Reute)
- Hangteile um den Hahnenschnabel
- Teile der Hirschhalde und Laiberberges sowie Talhang nördlich der Vorderen Enggasse
- Weidmichele, Eichelesäcker und anschließender Talgrund
- Burren mit Westhang des Kreuzbühls, Fuchsloch
- Südwesthang des Moldenberges mit Verbindung über Enges Feld zum Kelzberg mit Heidestreifen am südlichen Möhntalrand
- Teile der Blässhalde, der Täsch, Buchschorren, Lindle- und Gampfertal
- Heinzental
- Brenztalaue beim Brünneleskopf

Ebenfalls nördlich von Aufhausen liegt der Bannwald Siebter Fuß.
Heidenheim hat Anteile an den FFH-Gebieten Härtsfeld, Heiden und Wälder zwischen Aalen und Heidenheim, Steinheimer Becken und Giengener Alb und Eselsburger Tal sowie am Vogelschutzgebiet Albuch.

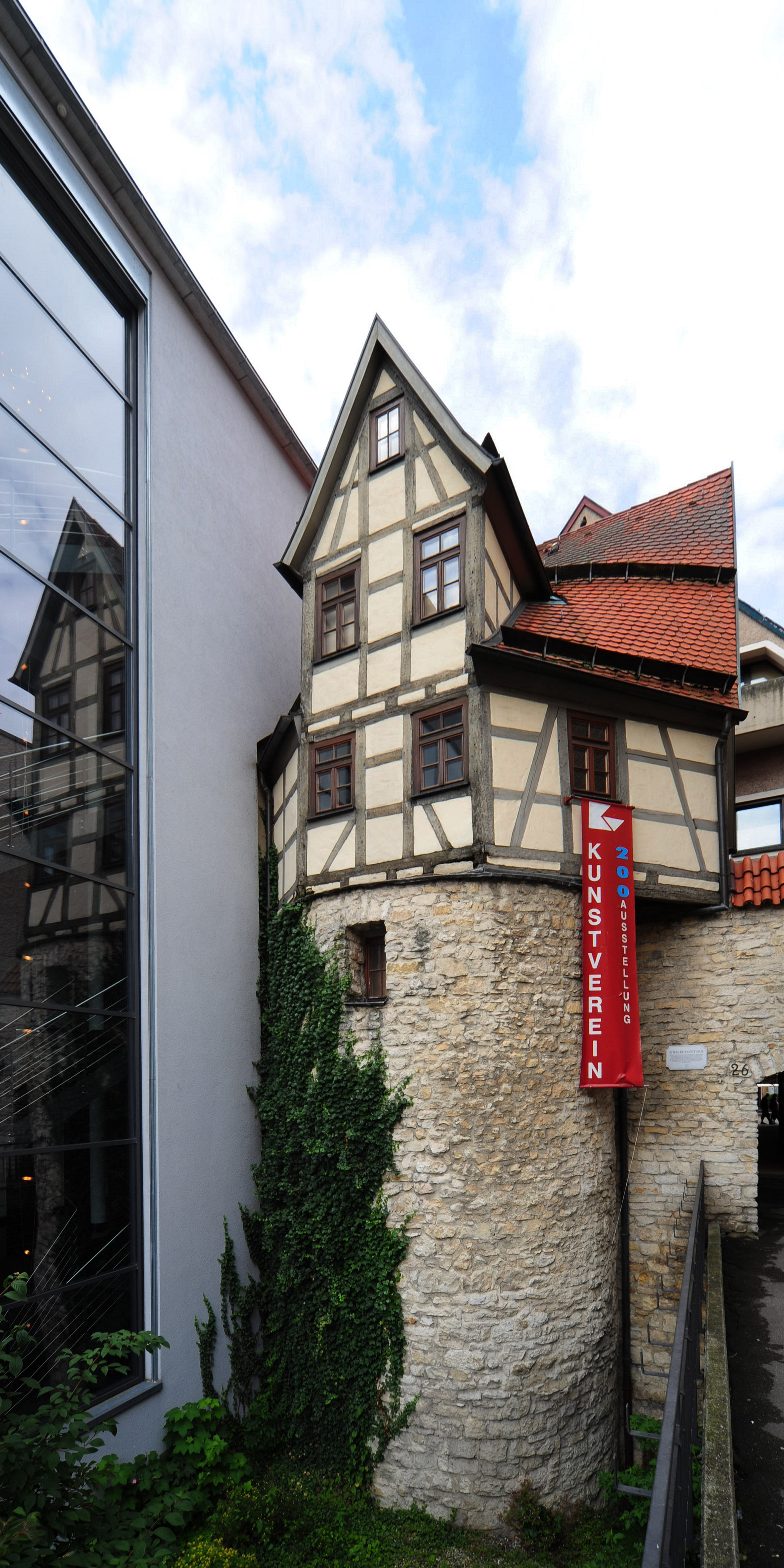
Das Türmle und die letzten Reste der Stadtbefestigung.

## Geschichte

### Bis zum 19. Jahrhundert
Erste Anzeichen menschlicher Anwesenheit hat es auf dem Stadtgebiet Heidenheims im Abri Heidenschmiede schon vor etwa 70.000 Jahren gegeben. Als ältester Nachweis für die Anwesenheit von Neandertalern auf dem Gebiet des heutigen Heidenheim gilt der 1999 gefundene Faustkeil von Schnaitheim. Der Fund stammt aus der Endphase des Neandertalers.
Eine dauerhafte Besiedelung reicht bis etwa 1300 v. Chr. zurück. Umfangreiche Siedlungsreste sind vor allem im Gewann Fürsamen aus der Zeit zwischen 1200 und 800 v. Chr. sowie der Hallstatt- und Latènezeit erhalten geblieben.
In römischer Zeit ab etwa 85 n. Chr. befand sich in Heidenheim das Kastell Aquileia mit über 1.000 berittenen Soldaten. Die dort stationierte Einheit – die Ala II Flavia milliaria – wurde später, vermutlich im Jahre 159 n. Chr., weiter nördlich nach Aalen verlegt. Das Kastell Aquileia bildete zunächst den östlichen Endpunkt des sogenannten Alblimes. Doch schon bald entstand an diesem strategisch wichtigen Ort und Schnittpunkt von fünf Römerstraßen auch eine Zivilsiedlung, eine der größten römischen Städte im heutigen Baden-Württemberg. Funde belegen eine besiedelte Fläche von mindestens 15, wenn nicht 20 Hektar. Außerdem wurden unlängst bei Ausgrabungen die Reste eines repräsentativen römischen Verwaltungsgebäudes gefunden, dessen genaue Funktion noch nicht voll geklärt ist (Stand Mai 2005). Aufgrund ihrer Größe, ihrer Lage und weiterer Hinweise war Aquileia vermutlich Hauptort eines römischen Verwaltungsbezirks (vgl. Civitas). Seit 233 griffen Alamannen wiederholt die römischen Grenzbefestigungen (Obergermanisch-Raetischer Limes) an. Die Aufgabe des Limes durch die Römer 260 brachte das Ende des römischen Heidenheims. In welchem Umfang römische Bevölkerungsteile unter der neuen, alemannischen Herrschaft weiterexistierten, ist unklar; dass dies der Fall war, ist sehr wahrscheinlich.
Über das Aquileia/Heidenheim der Völkerwanderungszeit wissen wir nichts. Doch schon im 8. Jahrhundert wird Heidenheim dann erstmals (wieder) urkundlich erwähnt. Die Gründung der mittelalterlichen Stadt geht mit dem Bau des Schlosses Hellenstein einher. Stadtmauern wurden abschnittsweise 1190 und 1420 errichtet. Das Marktrecht wurde der Stadt 1356 von Kaiser Karl IV. verliehen bzw. bestätigt. Über die Herrschaft der Grafen von Helfenstein kam die Stadt 1448 an Württemberg. 1462 bis 1504 gehörte die Stadt vorübergehend zu Bayern.
Später gehörte sie für kurze Zeit zu Ulm. Sie war in württembergischer Zeit stets Sitz eines Amtes, das bis 1803 eine Exklave des Herzogtums Württemberg darstellte. Die damaligen territorialen Zugewinne Württembergs stellten dann die direkte Verbindung zum Hauptteil des Landes her, das 1806 als Königreich Württemberg in den neu gegründeten Rheinbund eintrat. 1807 wurde das Amt Heidenheim zum Oberamt erhoben (Oberamt Heidenheim), aus dem 1938 der Landkreis Heidenheim hervorging, der bei der Kreisreform 1973 kaum verändert wurde.
Bereits im Jahr 1590 existierte in Heidenheim ein funktionstüchtiges Wasserversorgungssystem. Es wurde Quellwasser aus der Brunnenmühlenquelle in einen Hochdruckbehälter in der Nähe des Schlosses gefördert, womit das Gebiet der heutigen Altstadt versorgt wurde.
Von den Hexenverfolgungen von 1607–1632 waren zehn Frauen betroffen. Die meisten Hexenprozesse endeten mit der Verbrennung auf dem Scheiterhaufen. Das erste Opfer war Maria Öchsle aus Heuchlingen, genannt „die groß Maria“.
Die Entwicklung von Dorf und Stadt in wirtschaftlicher Hinsicht ist vor allem auf Abbau und Verhüttung von Bohnerzvorkommen zurückzuführen, die bereits in der Römerzeit ausgebeutet wurden. Die Bedeutung dieses Wirtschaftszweigs schwand jedoch Anfang des 19. Jahrhunderts durch die große Konkurrenz zunächst aus Wasseralfingen und dann dem Rheinland. Es kam allmählich zur Industrialisierung.

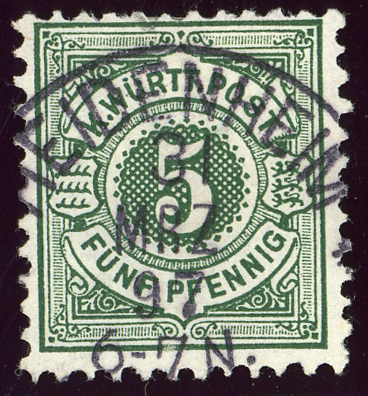
Poststempel der Oberamtsstadt Heidenheim im Königreich Württemberg des Jahres 1897

1864 wurde Heidenheim über die im Bau befindliche Brenzbahn an das Netz der Württembergischen Eisenbahn angeschlossen.

### 20. und 21. Jahrhundert
Auch in der Herstellung von Stoffen erlangte Heidenheim Bedeutung. Der auf der Ostalb angebaute Flachs wurde zu Leinwand verarbeitet. Mit dem Import von Baumwolle Anfang des 19. Jahrhunderts nahm die Textilindustrie ihren Anfang, die jedoch durch die internationale Konkurrenz nach dem Zweiten Weltkrieg an Bedeutung verloren hat. 1920 entluden sich wirtschaftliche Spannungen in den Protestaktionen des Heidenheimer Kirschenkriegs.
Am 1. August 1926 kommt es beim Heidenheimer Flugtag auf dem VfR-Platz zu einem Unglück. Beim Landeanflug wird das Flugzeug (Heinkel HD 21) durch eine Fallböe nach unten gedrückt und reißt eine Bretterwand mit Zuschauern ein. Das Flugzeug überschlug sich und blieb zerschmettert liegen. 5 Zuschauer kommen ums Leben und sieben wurden verletzt, der Pilot blieb unverletzt.
Bereits 1925 überschritt die Einwohnerzahl der Stadt Heidenheim die 20.000-Einwohner-Grenze. 1935 wurde Heidenheim nach der Deutschen Gemeindeordnung zum Stadtkreis erklärt, blieb aber weiterhin Teil des Oberamtes bzw. ab 1938 des Landkreises Heidenheim.
Im Zweiten Weltkrieg war zwischen Oktober 1941 und November 1942 der Polizeischule oberhalb der Stadt ein Außenlager des KZ Dachau mit 50 Häftlingen angegliedert. Von Dezember 1944 bis April 1945 war darin ein 20-köpfiges Arbeitskommando des KZ Natzweiler-Struthof untergebracht, das Dienste für das ab 1944 in der Polizeischule untergebrachte SS-Helferinnenkorps der Waffen-SS leisten musste.
Nach Kriegsende wurde im ehemaligen KZ-Außenlager ein DP-Lager eingerichtet. Ein zweites DP-Lager bestand ab Oktober 1945 in der Voithsiedlung, die von der deutschen Wohnbevölkerung dafür vollkommen geräumt werden musste. Es handelte sich dabei hauptsächlich um polnische, 1946 fast nur noch um jüdische Displaced Persons. Die beiden Lager, in denen zeitweise bis zu 2620 Personen lebten, wurden im August 1949 aufgelöst.
1948 wurde Heidenheim zur unmittelbaren Kreisstadt und am 1. April 1956 mit Inkrafttreten der baden-württembergischen Gemeindeordnung zur Großen Kreisstadt erklärt. Am 19. Oktober 1957 erhielt der Stadtname offiziell den Zusatz an der Brenz.
Durch die Eingliederung von zwei Nachbargemeinden im Rahmen der Gebietsreform Anfang der 1970er Jahre erreichte Heidenheim seine heutige Gebietsausdehnung.
1984 fanden in Heidenheim die Heimattage Baden-Württemberg statt. Im Dezember 2003 erlangte Heidenheim bundesweite Bekanntheit, als vor einer Diskothek in der Innenstadt drei jugendliche Spätaussiedler von einem Neonazi erstochen wurden. Mit Hilfe der Stadt initiierten Jugendliche als Reaktion darauf das Projekt Bekennt Farbe, das verschiedene Aktionen gegen Gewalt durchführt.
Darüber hinaus wurde Heidenheim 2006 mit der Austragung der Landesgartenschau bekannt. 2010 ereignete sich der Kriminalfall Maria Bögerl.

Stadtentwicklung
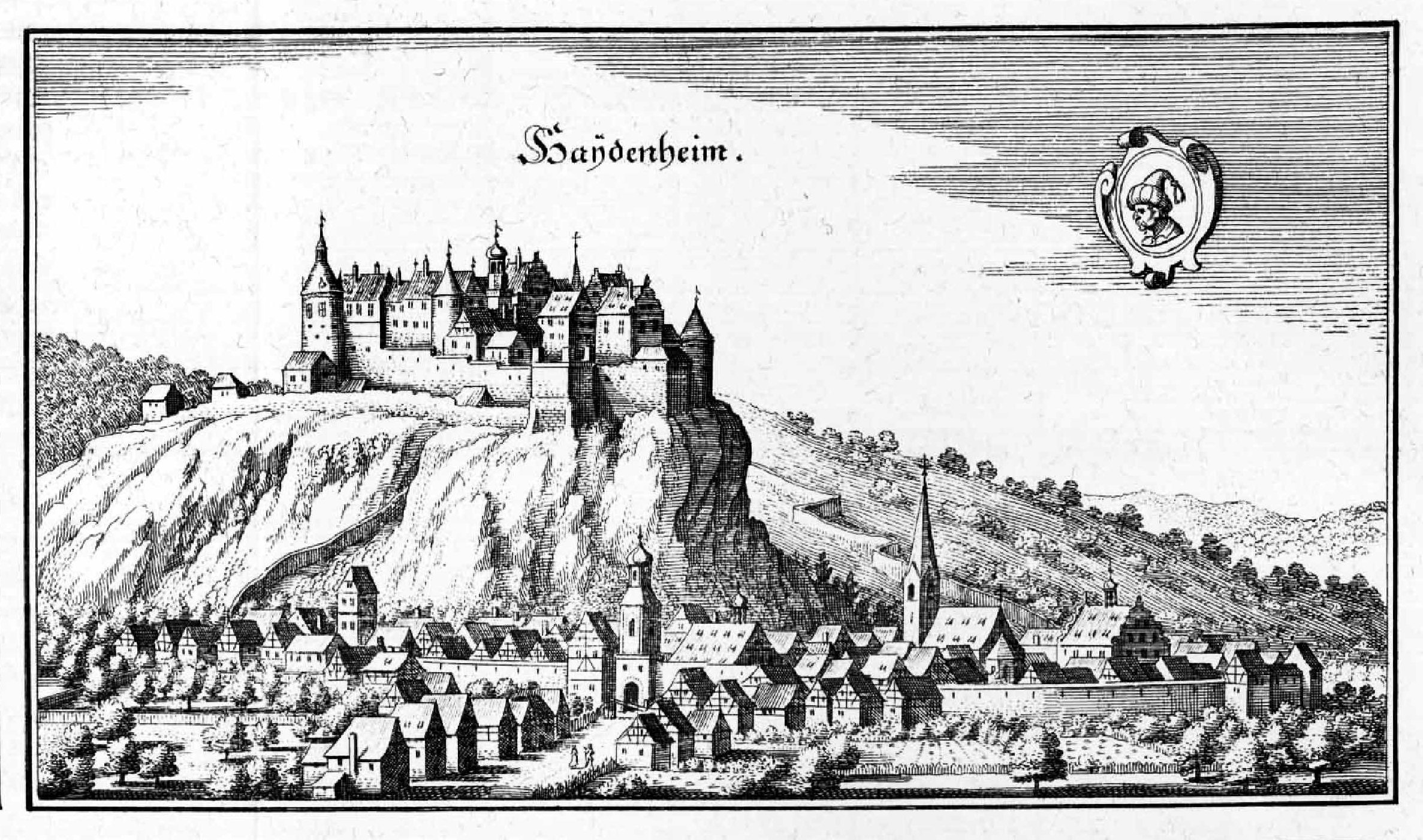
Kupferstich in Matthäus Merian (Topographia Sueviae, 1643/1656)
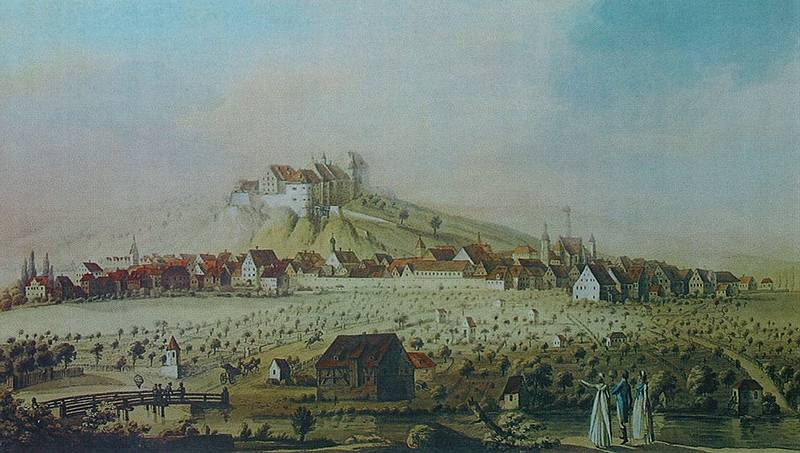
Heidenheim im Jahr 1804, Gemälde von Friedrich Weber
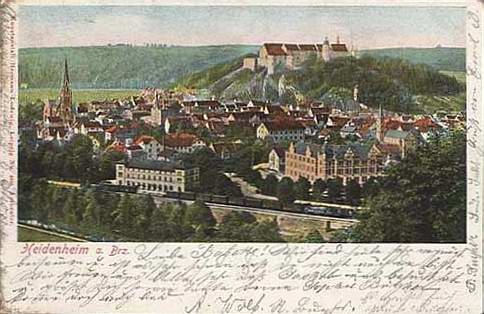
Stadtansicht auf einer Postkarte aus dem Jahr 1902
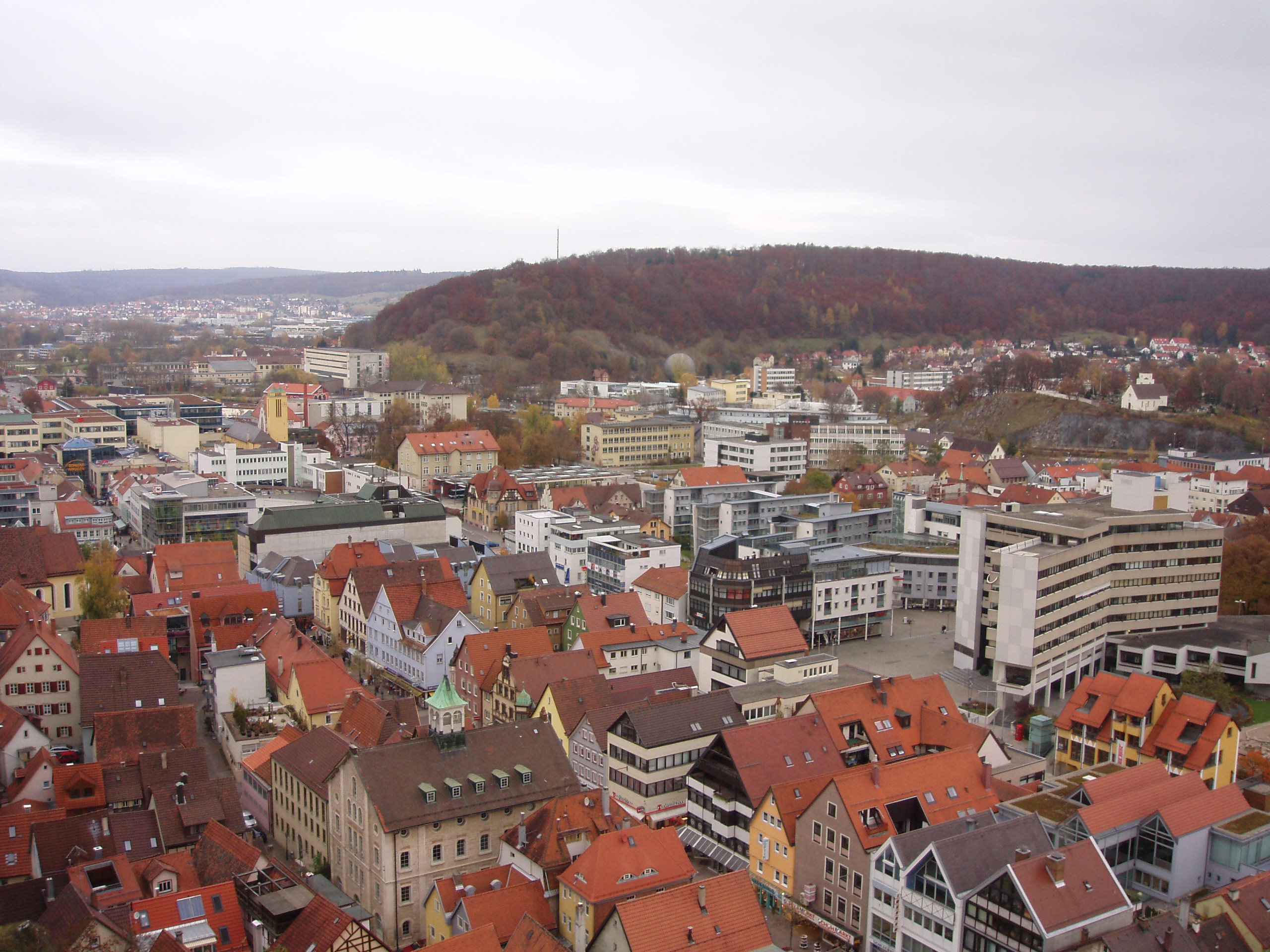
Heidenheim im Jahr 2007

### Religionen

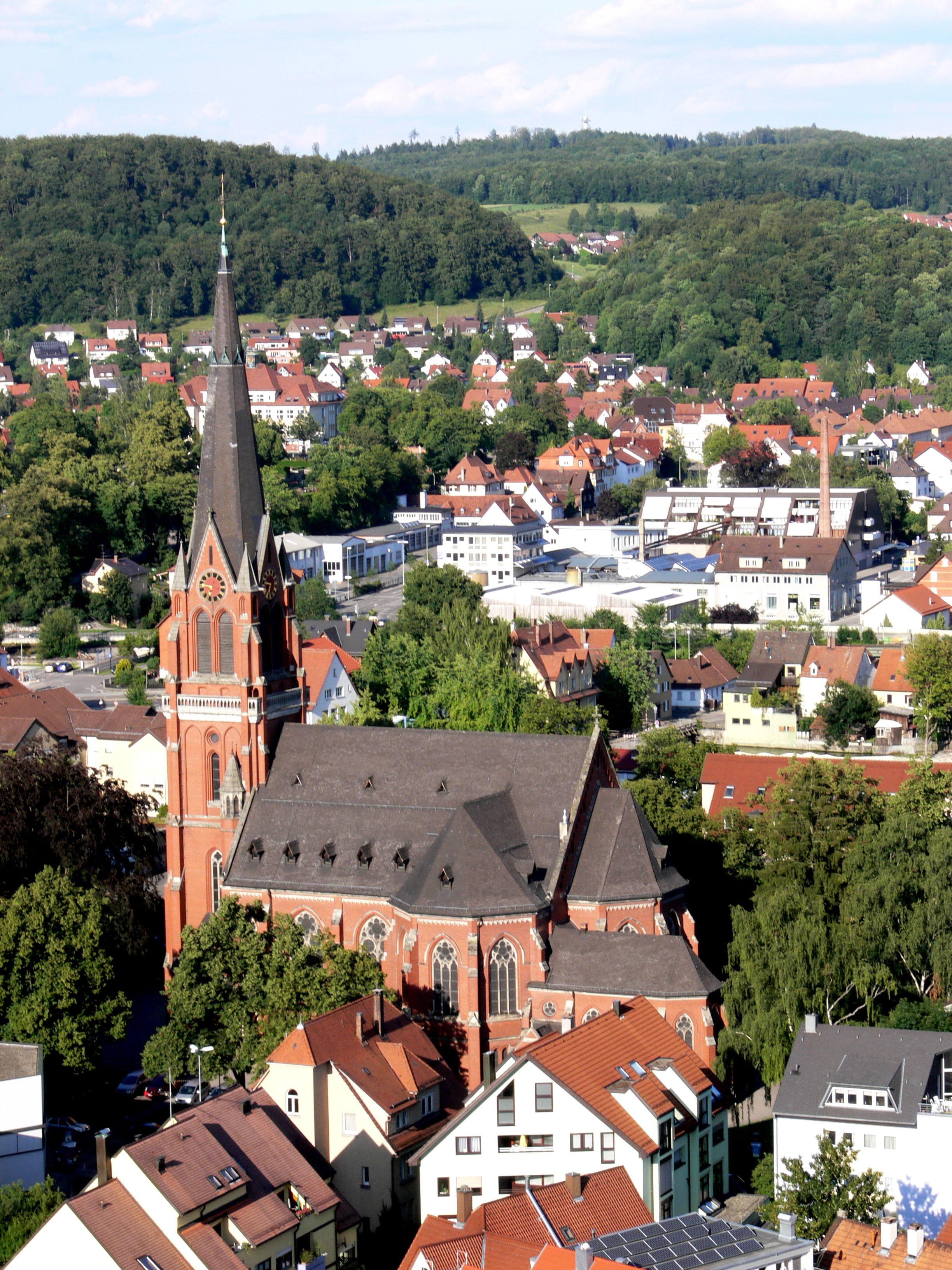
Pauluskirche in Heidenheim an der Brenz

Die Bevölkerung von Heidenheim gehörte ursprünglich zum Bistum Augsburg und war dem Kapitel Heidenheim unterstellt. Schon ab 1524 drang von Ulm her die Reformation in die Stadt. Da die Stadt damals zu Württemberg gehörte, wurde die Reformation ab 1535 durch Herzog Ulrich weiterbetrieben, so dass Heidenheim über Jahrhunderte eine überwiegend protestantische Stadt war. In jener Zeit wurde die Stadt Sitz eines Dekanats (siehe Kirchenbezirk Heidenheim), dessen Dekanatskirche heute die Pauluskirche (erbaut 1897) ist.
Die erste Pfarrkirche Heidenheims war jedoch die Peterskirche auf dem Totenberg, eine ursprünglich romanische Kirche, die mehrfach umgebaut wurde und heute als Friedhofskirche dient. Im 16. Jahrhundert wurde die Michaelskirche Pfarrkirche der Stadt. Diese Kirche wurde um 1200 erbaut, 1578 neu ausgestattet und 1621 durch einen Anbau erweitert. Der Turm wurde 1687 erneuert, der Anbau 1767 nochmals vergrößert. Mit dem Bau der Pauluskirche 1897 wechselte der Sitz des Dekans. Die Michaelskirche blieb jedoch bis heute weiterhin Predigtstelle der Paulusgemeinde.
Im 20. Jahrhundert nahm die Einwohnerzahl Heidenheims zu, so dass weitere Gemeinden gegründet wurden. Es entstand 1958 die Christusgemeinde (Kirche von 1956), die Johannesgemeinde (Kirche mit Gemeindezentrum von 1963), 1972 die Waldkirchengemeinde (Kirche von 1975, doch hatte die Gemeinde bereits seit 1926 ein Holzkirchlein), die Versöhnungskirchengemeinde und die Zinzendorfgemeinde. Diese sechs Gemeinden der Kernstadt bilden die Evangelische Gesamtkirchengemeinde Heidenheim.

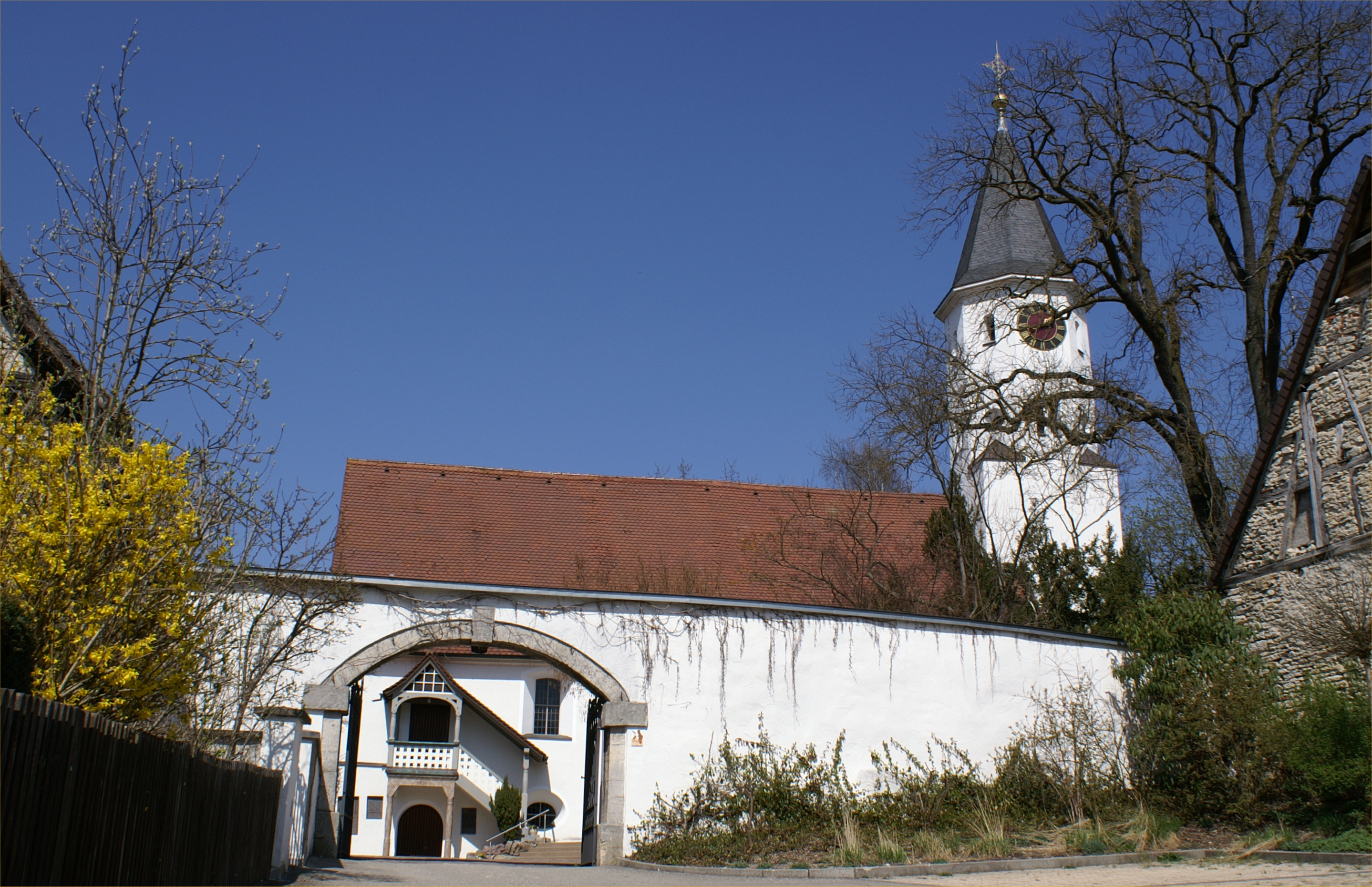
Michaelskirche Schnaitheim

Auch in den Stadtteilen Mergelstetten und Schnaitheim wurde infolge der frühen Zugehörigkeit zu Württemberg die Reformation eingeführt. Daher gibt es in diesen beiden Stadtteilen jeweils eine evangelische Kirchengemeinde und eine eigene Kirche. Mergelstetten war zunächst Filiale von Bolheim, wurde aber 1700 eine eigene Pfarrei.
Die heutige Kirche wurde 1843 anstelle der zwei Jahre zuvor abgebrannten Kirche errichtet. Die Schnaitheimer Kirche wurde im 17. Jahrhundert neu gebaut, doch hatte der Ort bereits vorher eine Kirche, die 1344 erstmals erwähnt wurde. Oggenhausen gehörte kirchlich zu Zöschingen und blieb zunächst katholisch. Im 17. Jahrhundert setzte sich aber auch hier der Protestantismus durch. Danach wurde der Ort von Nattheim aus versorgt, bis er 1834 eine eigene Pfarrei bekam. Die Dorfkirche wurde 1732 anstelle einer Kapelle erbaut. Großkuchen blieb infolge der Zugehörigkeit zur Herrschaft Öttingen katholisch. Das Kloster Neresheim hatte die Nutznießung der Dorfkirche. Die heute nach Großkuchen zugewanderten Protestanten werden von Schnaitheim aus versorgt. Alle evangelischen Gemeinden im Heidenheimer Stadtgebiet gehören zum Dekanat Heidenheim innerhalb der Evangelischen Landeskirche in Württemberg. Ferner gibt es in Heidenheim Altpietistische Gemeinschaften. Anfang 2001 wurde in Heidenheim die Gemeinschaftsgemeinde Brückengemeinde gegründet. Diese Gemeinde, die der Evangelischen Landeskirche angeschlossen ist, will vor allem geistliche Angebote für kirchenferne Menschen machen.
Katholiken gibt es in Heidenheim erst wieder seit dem 19. Jahrhundert. Für sie wurde 1882 eine eigene Kirche, St. Maria, gebaut. 1886 wurde eine eigene Pfarrei gegründet. Eine zweite Kirche, die Dreifaltigkeitskirche, wurde 1961 erbaut und 1962 zur Pfarrei erhoben. In Mergelstetten wurde 1957 die Christkönigkirche erbaut und 1961 zur Pfarrei erhoben. Alle drei Gemeinden bilden heute die Seelsorgeeinheit 3 innerhalb des Dekanats Heidenheim des Bistums Rottenburg-Stuttgart. In Schnaitheim wurde 1951 die St. Bonifatiuskirche erbaut und 1961 zur Pfarrei erhoben. Die Kirche St. Petrus und Paulus in Großkuchen wurde bereits 1736 auf den Grundmauern einer älteren Kirche erbaut. Zur Pfarrei gehört auch Kleinkuchen; dort gibt es die Kirche St. Ulrich, die 1517 und 1746 neu erbaut wurde. Beide Pfarreien (St. Bonifatius und St. Peter und Paulus) bilden zusammen mit der Nachbargemeinde Mariä Himmelfahrt Königsbronn die Seelsorgeeinheit 2. Die Katholiken aus Oggenhausen gehören zur Kirchengemeinde Zum heiligsten Herzen Jesu Nattheim (Seelsorgeeinheit 1), die ebenfalls zum Dekanat Heidenheim gehört.
Neben den beiden großen Kirchen gibt es in Heidenheim auch verschiedene Freikirchen, darunter die Evangelisch-freikirchliche Gemeinde (Baptisten), die Evangelisch-methodistische Kirche, die Immanuelgemeinde, die Evangelische Chrischona-Gemeinde, die Ecclesia-Gemeinde und die Volksmission entschiedener Christen e. V.
Weitere Religionsgemeinschaften sind: die Neuapostolische Kirche, die Zeugen Jehovas und die Christengemeinschaft. Außerdem gibt es zwei Moscheen, eine in der Voithsiedlung und eine in der Weststadt.

### Einwohnerentwicklung

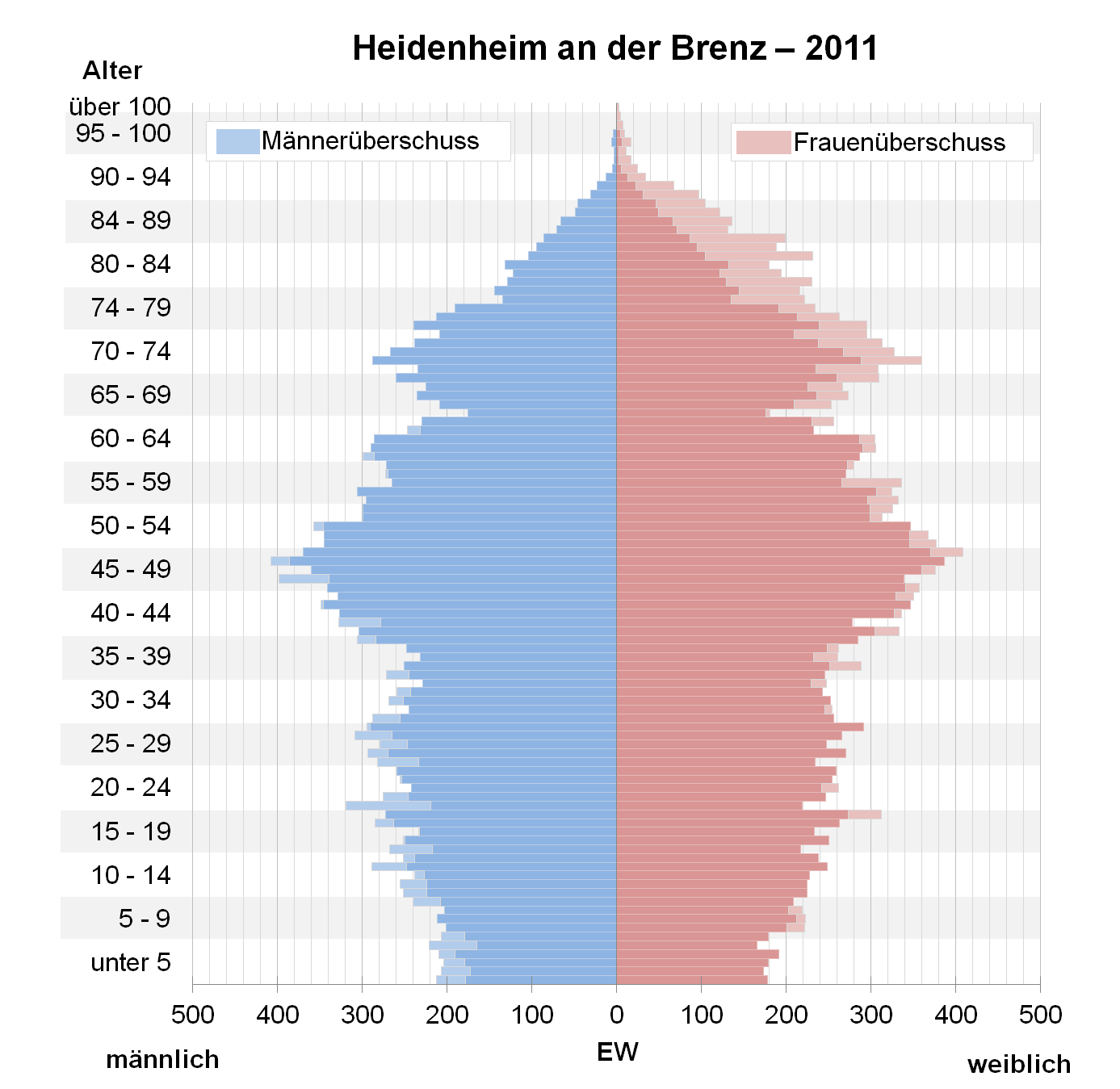
Bevölkerungspyramide für Heidenheim an der Brenz (Datenquelle: Zensus 2011)

Die Einwohnerzahlen nach dem jeweiligen Gebietsstand sind Schätzungen, Volkszählungsergebnisse (¹) oder amtliche Fortschreibungen des Statistischen Landesamtes Baden-Württemberg (nur Hauptwohnsitze).
| Jahr               | Einwohner |
| ------------------ | --------- |
| 1600               | ca. 800   |
| 1700               | 1.055     |
| 1764               | 1.576     |
| 1803               | 1.711     |
| 1843               | 2.941     |
| 1861               | 3.762     |
| 1. Dezember 1871   | 5.167     |
| 1. Dezember 1880 ¹ | 6.229     |
| 1. Dezember 1890 ¹ | 8.001     |
| 1. Dezember 1900 ¹ | 10.510    |
| 1. Dezember 1910 ¹ | 17.780    |

| Jahr                 | Einwohner |
| -------------------- | --------- |
| 16. Juni 1925 ¹      | 19.363    |
| 16. Juni 1933 ¹      | 21.903    |
| 17. Mai 1939 ¹       | 27.178    |
| 1946                 | 34.694    |
| 13. September 1950 ¹ | 40.142    |
| 6. Juni 1961 ¹       | 48.792    |
| 27. Mai 1970 ¹       | 50.292    |
| 31. Dezember 1975    | 49.943    |
| 31. Dezember 1980    | 48.585    |
| 25. Mai 1987 ¹       | 47.753    |
| 31. Dezember 1990    | 50.532    |

| Jahr              | Einwohner |
| ----------------- | --------- |
| 31. Dezember 1995 | 52.527    |
| 31. Dezember 2000 | 51.181    |
| 31. Dezember 2005 | 49.626    |
| 31. Dezember 2010 | 48.164    |
| 9. Mai 2011 ¹     | 46.085    |
| 31. Dezember 2015 | 48.048    |
| 31. Dezember 2020 | 49.342    |

¹ Volkszählungsergebnis

### Eingemeindungen
Folgende Gemeinden wurden nach Heidenheim an der Brenz eingegliedert:
- 1910: Schnaitheim (mit Aufhausen)
- 1937: Mergelstetten
- 1. Januar 1971: Oggenhausen[13]
- 1. Juli 1974: Großkuchen (mit Kleinkuchen, Nietheim und Rotensohl)[14]

Wappen der eingemeindeten Gemeinden
| Schnaitheim | Mergelstetten | Oggenhausen | Großkuchen |
| ----------- | ------------- | ----------- | ---------- |

## Politik

### Gemeinderat
Der Gemeinderat besteht aus den gewählten ehrenamtlichen Gemeinderäten und dem Bürgermeister als Vorsitzendem. Der Bürgermeister ist im Gemeinderat stimmberechtigt. In Heidenheim wird der Gemeinderat nach dem Verfahren der unechten Teilortswahl gewählt. Dabei kann sich die Zahl der Gemeinderäte durch Überhangmandate verändern. Der Gemeinderat in Heidenheim hat nach der letzten Wahl 33 Mitglieder (vorher 34). Die Kommunalwahl Baden-Württemberg 2019 führte zu folgendem amtlichen Endergebnis.
- DKP: 1
- Linke: 1
- SPD: 6
- Grüne: 6
- ÖDP: 1
- FW: 9
- FDP: 1
- CDU: 8
- AfD: 2

| Parteien und Wählergemeinschaften | Parteien und Wählergemeinschaften | % 2024 | Sitze 2024 | % 2019  | Sitze 2019 | % 2014  | Sitze 2014 |
| --------------------------------- | --------------------------------- | ------ | ---------- | ------- | ---------- | ------- | ---------- |
| FW                                | Freie Wähler                      | 24,8   | 9          | 21,2    | 7          | 18,1    | 6          |
| CDU                               | CDU                               | 23,6   | 8          | 22,7    | 7          | 30,2    | 11         |
| GRÜNE                             | GRÜNE                             | 16,5   | 6          | 23,6    | 8          | 20,9    | 7          |
| SPD                               | SPD                               | 16,3   | 6          | 20,1    | 7          | 21,5    | 7          |
| AfD                               | Alternative für Deutschland       | 6,6    | 2          | 1,1     | 0          | —       | —          |
| LINKE                             | Die Linke                         | 4,4    | 1          | 5,8     | 2          | 6,2     | 2          |
| ÖDP                               | Ökologisch-Demokratische Partei   | 3,2    | 1          | —       | —          | —       | —          |
| FDP                               | Freie Demokratische Partei        | 2,7    | 1          | 3,1     | 1          | —       | —          |
| DKP                               | Deutsche Kommunistische Partei    | 2,0    | 1          | 2,3     | 1          | 3,1     | 1          |
| Gesamt                            | Gesamt                            | 100    | 35         | 100     | 33         | 100     | 34         |
| Wahlbeteiligung                   | Wahlbeteiligung                   | 47,5 % | 47,5 %     | 46,76 % | 46,76 %    | 38,41 % | 38,41 %    |

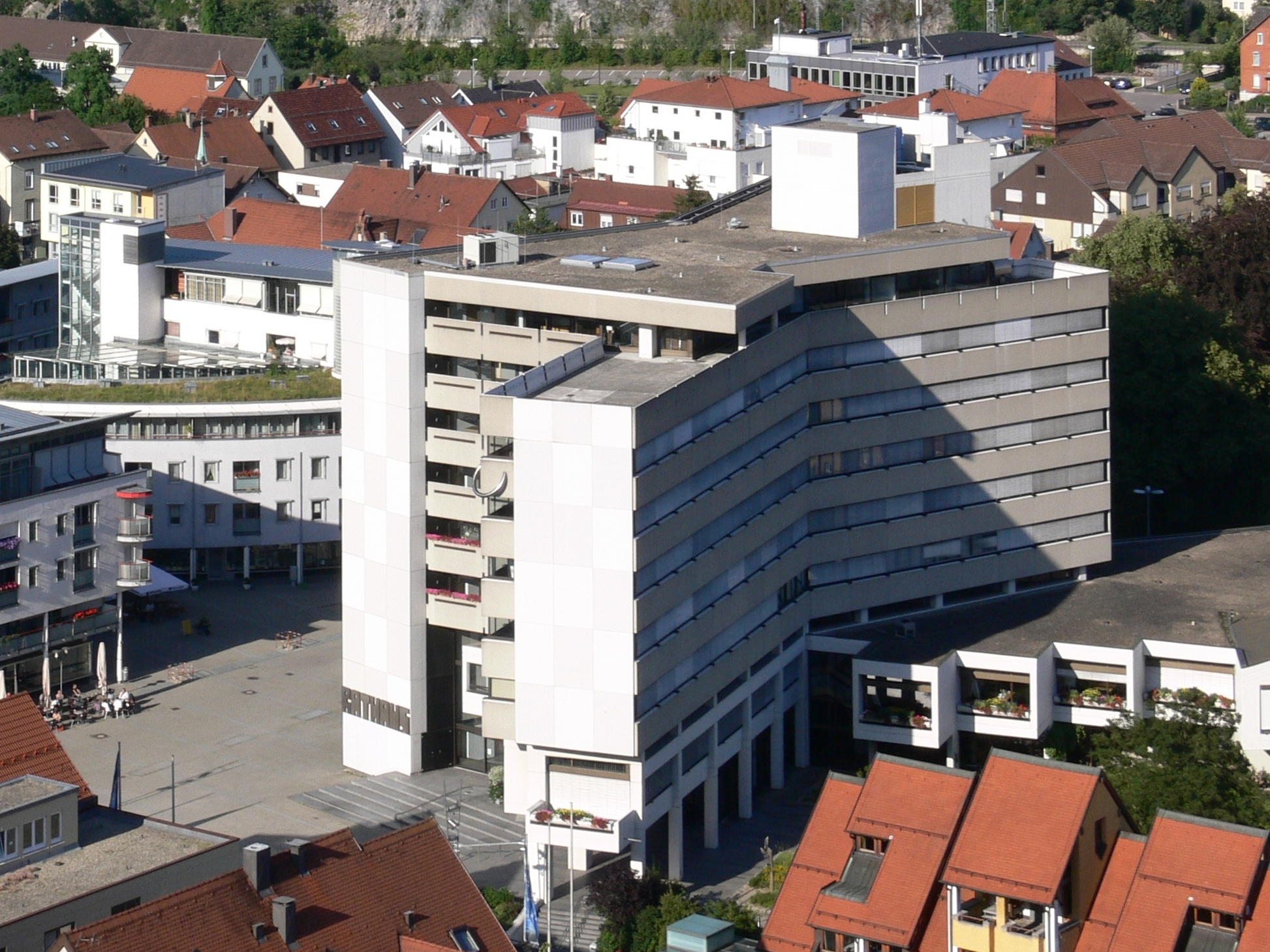
Rathaus Heidenheim

In der aktuellen Wahlperiode haben im Heidenheimer Gemeinderat die SPD mit Die Linke und die CDU mit der FDP jeweils eine Fraktion gebildet. Hieraus ergibt sich die im Diagramm dargestellte Sitzverteilung.

### Bürgermeister
An der Spitze der Stadt Heidenheim an der Brenz stand in württembergischer Zeit der herzogliche Vogt als Vorsitzender des Gerichts. Später leitete ein Obervogt, dann ein Oberamtmann oder Schultheiß als Vertreter des Herzogs das Gericht. Ab 1802 gab es zwei Bürgermeister und zwölf Beisitzer. 1819 leitete ein Stadtschultheiß die Stadt. Ihm stand seit 1822 ein Gemeinderat zur Seite. Seit 1907 trägt das Stadtoberhaupt die Amtsbezeichnung Oberbürgermeister. Dieser wird heute von den Wahlberechtigten auf acht Jahre direkt gewählt. Er ist Vorsitzender des Gemeinderats. Sein allgemeiner Stellvertreter ist der 1. Beigeordnete mit der Amtsbezeichnung Bürgermeister.

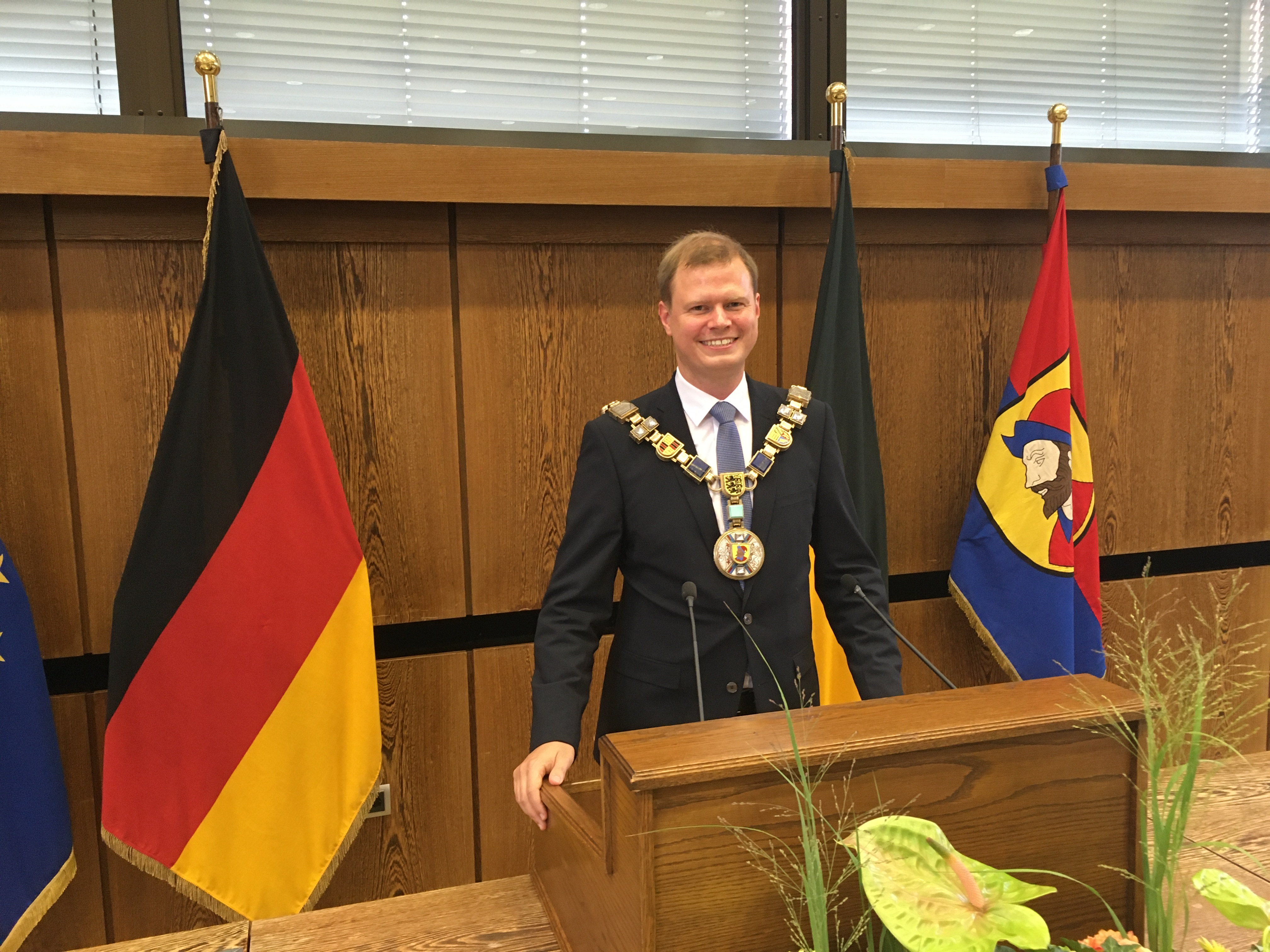
Michael Salomo, 2021

Stadtoberhäupter in Heidenheim an der Brenz seit 1819:
| - 1819–1833: Georg Jakob Heinrich Mack - 1833–1859: Gottfried Völter - 1859–1866: Friedrich Winter - 1866–1867: Friedrich Wehrle - 1867–1877: Carl Greiner - 1877: Carl Bunz, Amtsverweser - 1877–1878: Louis Junginger - 1878–1902: Christian Friedrich Schlagentweith - 1902–1903: Wilhelm Lösch - 1903–1935: Eugen Jaekle - 1935: Gustav Müller | - 1935–1945: Rudolf Meier - 1945: Paul Schwaderer - 1945–1946: Werner Plappert - 1946–1948: Werner Kliefoth - 1948–1956: Karl Rau - 1956–1957: Ernst Langensee, Amtsverweser - 1957–1969: Elmar Doch - 1969–1993: Martin Hornung - 1993–2000: Helmut Himmelsbach - 2000–2021: Bernhard Ilg - Seit August 2021: Michael Salomo |

### Wappen und Flagge
Blasonierung: „In Gold ein bärtiger Heidenkopf mit rotem Gewand, blauem Kragen und rotem Heidenhut mit blauer Krempe.“
Das früheste bekannte Stadtsiegel zeigt den „redenden“ Heidenkopf und – in der Umschrift – die „mindere Zahl“ 86. Die Letztere muss, da der betreffende Abdruck von 1538 stammt, vor allem aber auf Grund stilistischer Kriterien, auf das Jahr 1486 bezogen werden. Jüngere Siegel mit Renaissancedekor tragen merkwürdigerweise die Jahreszahl 1356. Farbige Abbildungen, die sich von dem figurengleichen Wappen des bayerischen Markts Heidenheim bei Gunzenhausen (1556) unterscheiden, sind seit dem Ende des 16. Jahrhunderts belegt. Nach Angabe des Bürgermeisteramts wurde die Flagge bereits lange Zeit vor der Einführung der Deutschen Gemeindeordnung am 1. April 1935 geführt.
Flagge: Rot-Blau

## Städtepartnerschaften
- Clichy (Frankreich), seit 1958
- Sankt Pölten (Österreich), seit 1968
- Newport (Vereinigtes Königreich), seit 1981
- Sisak (Kroatien), seit 1988
- Döbeln (Deutschland), seit 1991
- Jihlava (Tschechien), seit 2002

Städtefreundschaften:
- Qianjiang (Volksrepublik China), seit 1994

Patenschaften:
- Iglau/Jihlava und Umgebung „Iglauer Sprachinsel“ (Sudetenland/Tschechien), seit 1957

## Wirtschaft und Infrastruktur
Heidenheim ist traditionell stark industriell geprägt. Im Jahr 2006 waren 43,2 % der sozialversicherungspflichtigen Beschäftigten im produzierenden Gewerbe tätig. Größter regionaler Arbeitgeber ist Voith (Maschinenbau) mit ca. 4500 Arbeitsplätzen. Weitere Industrien sind Verbandsstoffe (Hartmann Gruppe), Verpackungsmittel (Carl Edelmann), Elektronik (Osram, Epcos), Schwenk Zement und eine Reihe mittelständischer Unternehmen. Ferner haben die Carl-Zeiss-Stiftung und auch die IHK Ostwürttemberg hier ihren Sitz.

### Verkehr

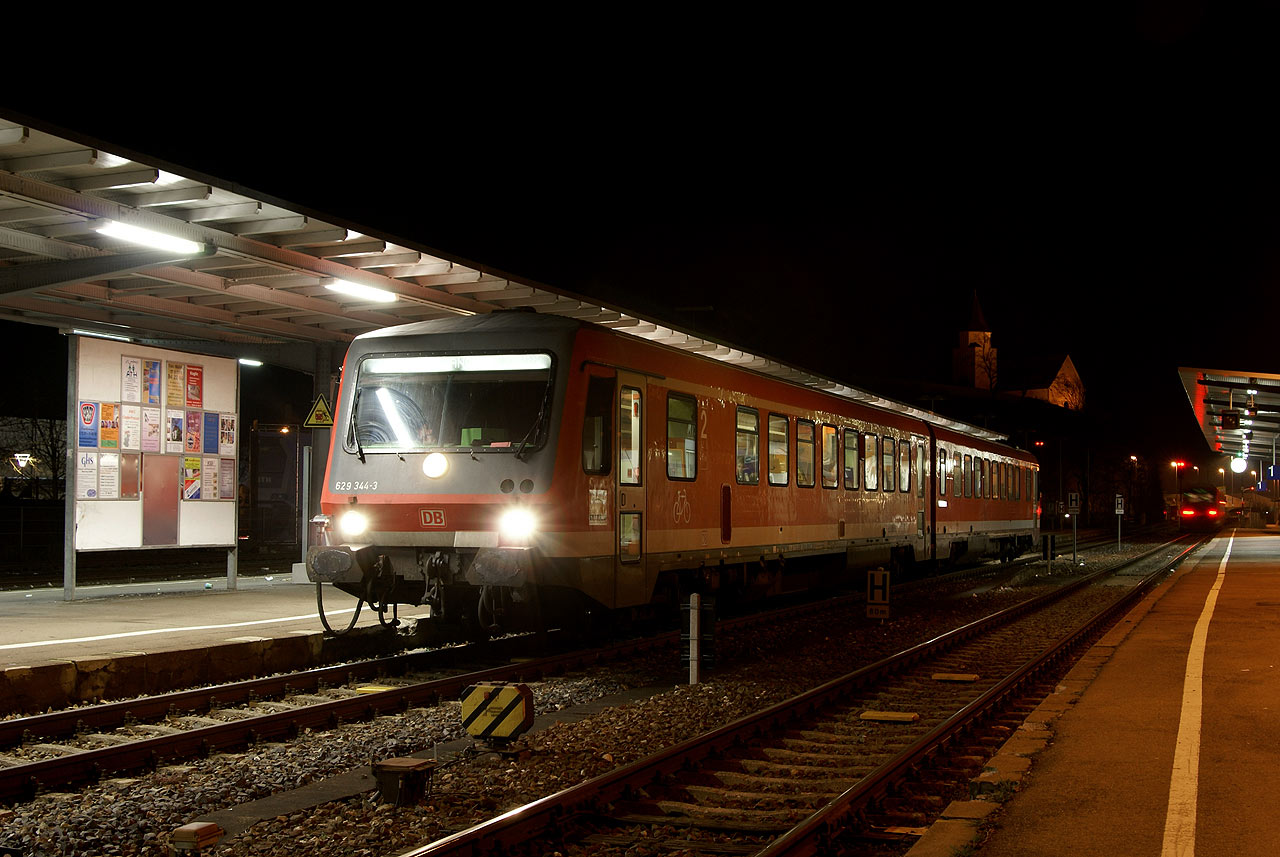
Regionalexpress im Heidenheimer Bahnhof

#### Bahn- und Busverkehr
Die Stadt liegt an der Brenzbahn Aalen–Heidenheim–Ulm und gehört dem Heidenheimer Tarifverbund an. Im Stadtgebiet versorgen mehrere Buslinien der HVG den öffentlichen Personennahverkehr (ÖPNV).

#### Fernstraßen
Durch die nahegelegene A 7 mit eigener Ausfahrt sowie die durch Heidenheim führenden B 19 und B 466 besteht eine Anbindung an das deutsche Fernstraßennetz.

#### Radverkehr
Durch eine Alltagsroute aus dem Radnetz Baden-Württemberg ist Heidenheim über den Stadtteil Mergelstetten und über Herbrechtingen und Giengen mit Langenau verbunden und in der anderen Richtung über die Stadtteile Schnaitheim und Aufhausen und über Königsbronn und Oberkochen mit Aalen.
Durch die Stadt verlaufen zwei Landes-Radfernwege.
- Der frühere Hohenlohe-Ostalb-Weg wurde gemeinsam mit dem Alb-Neckar-Radweg durch den Württemberger Tälerradweg abgelöst. Er führt von Crailsheim über Aalen, Heidenheim und Giengen nach Ulm und weiter über Göppingen nach Schwäbisch Gmünd.
- Der Schwäbische-Alb-Radweg führt vom Bodensee über Böhmenkirch und Steinheim am Albuch ins nördliche Stadtgebiet Heidenheims und weiter über Nattheim, Dischingen und Bopfingen nach Donauwörth.

Die Stadt Heidenheim ist Mitglied der AGFK (Arbeitsgemeinschaft Fahrrad- und Fußverkehrsfreundlicher Kommunen) in Baden-Württemberg und hat die „Qualitätsstufe“ für eine fahrradfreundliche Kommune erreicht.

#### Flugplatz
Rund 20 Kilometer nordöstlich von Heidenheim liegt der Verkehrslandeplatz Aalen-Heidenheim/Elchingen. Er wird nicht im Linienverkehr angeflogen.

### Öffentliche Einrichtungen
Heidenheim an der Brenz verfügt über ein Amtsgericht, das zum Landgerichtsbezirk Ellwangen und zum Oberlandesgerichtsbezirk Stuttgart gehört, sowie über ein Finanzamt und ein Notariat. Ferner ist die Stadt Sitz des Landratsamts Heidenheim.
Die Stadt ist Sitz eines Dekans im Evangelischen Kirchenbezirk Heidenheim, der der Evangelischen Landeskirche in Württemberg innerhalb der Prälatur Ulm zugeordnet ist. Das katholische Dekanat Heidenheim des Bistums Rottenburg-Stuttgart hat in der Stadt ebenfalls seinen Sitz.
Zwischen Februar 1967 und August 2012 betrieb das Land Baden-Württemberg in der Helmut-Bornefeld-Straße im Stadtzentrum die Justizvollzugsanstalt Heidenheim. In der ersten Jahreshälfte 2014 wurde der Gebäudekomplex abgerissen.
Auf dem Gelände entstand bis 2017 das neue Gebäude der Stadtbibliothek Heidenheim.

### Medien
In Heidenheim erscheinen als Tageszeitungen die Heidenheimer Zeitung und die Heidenheimer Neue Presse. Wöchentlich erscheint am Mittwoch das Anzeigenblatt Neue Woche. Der Verlag der Heidenheimer Tageszeitungen veröffentlicht zudem monatlich das Jugendmagazin Noise und vierteljährlich das Magazin Daheim. Außerdem erscheint als eigenständiges Anzeigenblatt an jedem Mittwoch die WochenZeitung aktuell Heidenheim.
Auf Schloss Hellenstein betreibt der SWR eine Sendeanlage für vier seiner UKW-Hörfunkprogramme und das Fernsehprogramm Das Erste. Vom Funkturm am Schmittenberg (48° 41′ 1″ N, 10° 9′ 39″ O) werden die Hörfunkprogramme Radio Ton (104,2 MHz), Deutschlandradio Kultur (100,8 MHz) und Deutschlandfunk (94,0 MHz) abgestrahlt.

### Bildung

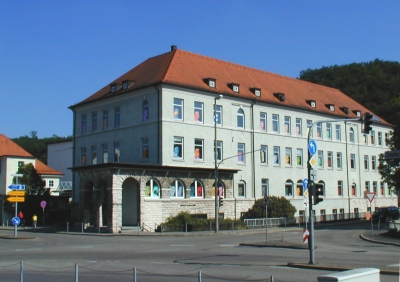
Schiller-Gymnasium in der Heidenheimer Oststadt

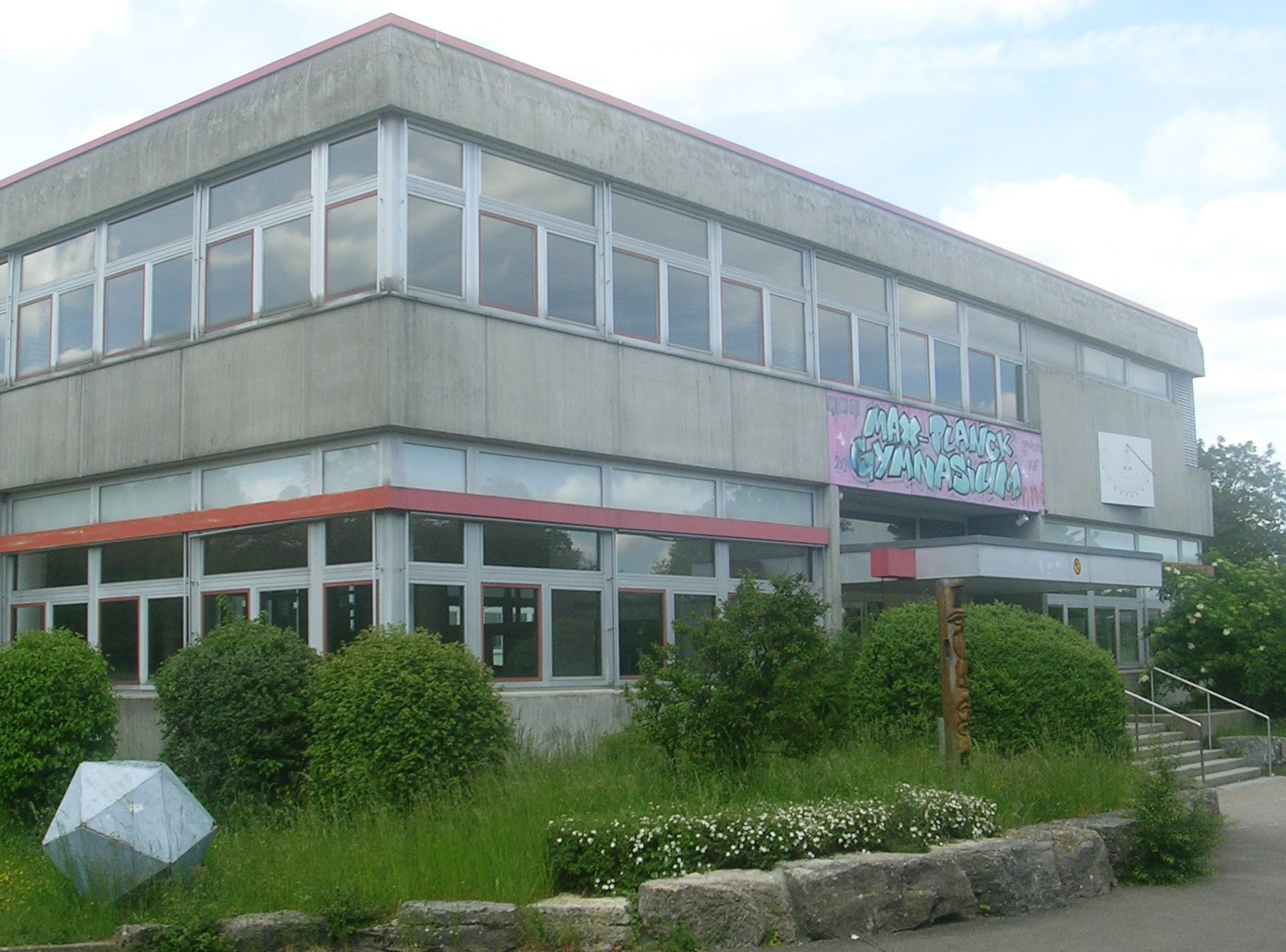
Max-Planck-Gymnasium auf dem Galgenberg

In Heidenheim gibt es die Duale Hochschule Baden-Württemberg Heidenheim, sechs allgemeinbildende Gymnasien (Hellenstein-, Max-Planck-, Schiller-, Werkgymnasium, Freie Ev. Schule (FES)-Gymnasium und die Freie Waldorfschule Heidenheim), drei Realschulen (Adalbert-Stifter- und Eugen-Gaus-Realschule sowie die staatlich anerkannte Realschule der Freien Evangelischen Schule (FES)), drei berufliche Gymnasien (Technisches, Ernährungswissenschaftliches, Sozialwissenschaftliches und Wirtschaftsgymnasium), zwei Förderschulen (Christophorusschule, Ostschule), zwei Grund- und Werkrealschulen (Hirscheckschule Schnaitheim und Westschule), eine Gemeinschaftsschule (Friedrich-Voith-Schule) sowie sechs selbständige Grundschulen (Bergschule, Grundschule Großkuchen, Grundschule Oggenhausen, Grundschule Reutenen, Mittelrainschule Schnaitheim und Rauhbuchschule) und eine Grund- und Förderschule (Silcherschule Heidenheim).
Der Landkreis Heidenheim ist Schulträger der Beruflichen Schulen (Technische Schule – Heid Tech, Kaufmännische Schule und Maria-von-Linden-Schule – Hauswirtschaftliche Schule) sowie der Arthur-Hartmann-Schule für Sprachbehinderte mit Schulkindergarten.
Die privaten Schulen Abendrealschule Heidenheim e. V., Freie Evangelische Schule Heidenheim e. V. (Kindertagesstätte, Grundschule, Realschule und Gymnasium), Freie Waldorfschule Heidenheim, Karl-Döttinger-Schule (Sonderschule, Sonderberufs- und Berufsfachschule), Königin-Olga-Schule (Heimsonderschule mit Schulkindergarten für blinde und sehbehinderte Kinder und Jugendliche mit mehreren Behinderungen der Nikolauspflege Stuttgart), Private Berufsfachschule Dr. Engel, Schulkindergarten für Geistigbehinderte der Lebenshilfe und der inklusiven Kindertagesstätte Villa Kunterbunt für Kinder mit und ohne Behinderung der Konrad-Biesalski-Schule (Betrieb der Reha-Südwest Ostwürttemberg-Hohenlohe gGmbH) runden das schulische Angebot in Heidenheim ab.
Seit dem 1. Januar 2022 führt Heidenheim die offizielle Zusatzbezeichnung „Hochschulstadt“.

### Sport

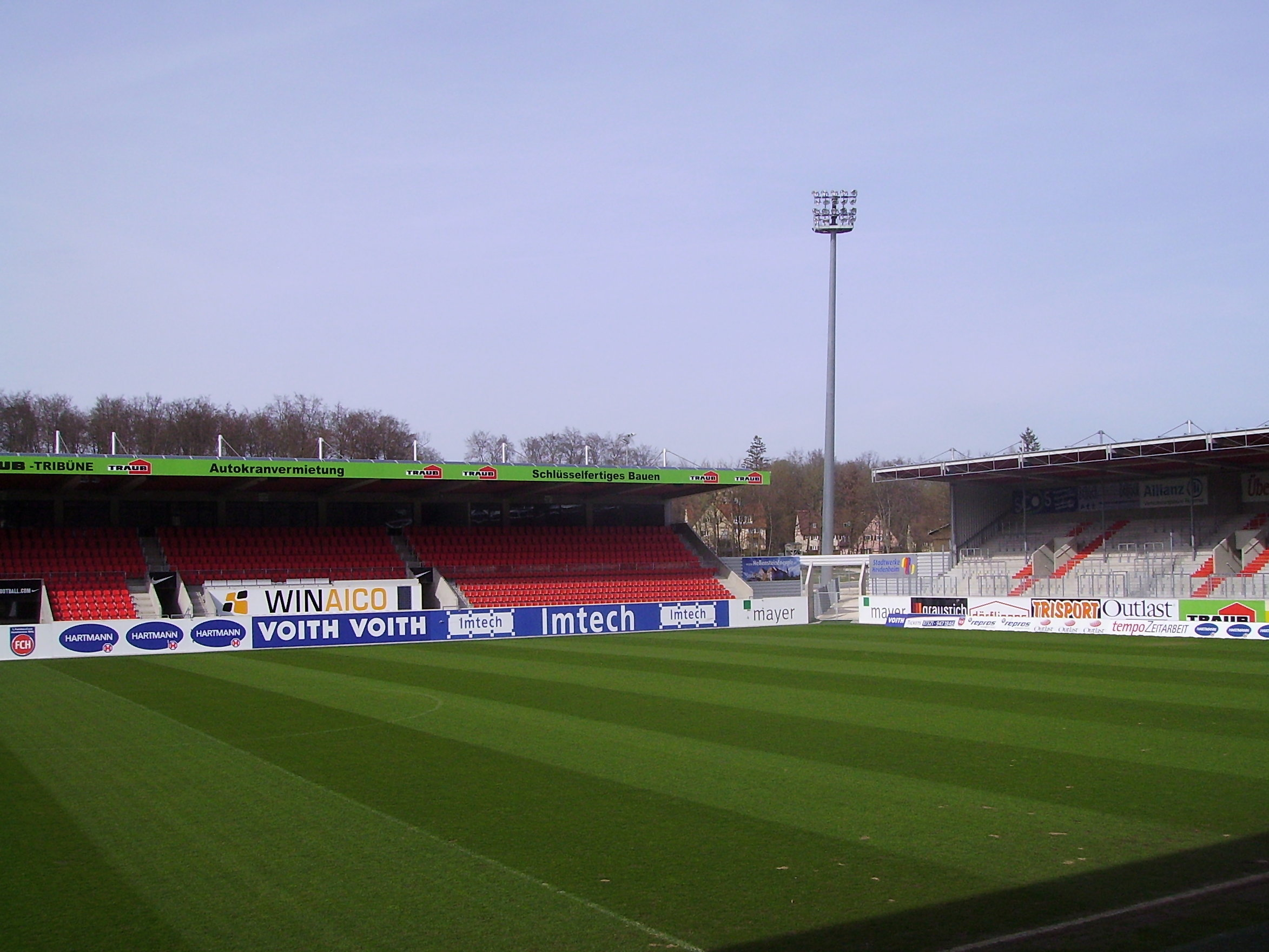
Heidenheimer Voith-Arena

Der größte Fußballverein der Stadt, der 1. FC Heidenheim, spielte ab der Saison 2014/15 in der 2. Bundesliga, wurde dort in der Saison 2022/23 Meister und spielt somit seit der Saison 2023/24 in der Fußball-Bundesliga. Sein Heimstadion ist das ehemalige Albstadion auf dem Schlossberg, die heutige Voith-Arena. Das Stadion ist mit 555 m ü. NHN das höchstgelegene Stadion im deutschen Profifußball. Es fasst 15.000 Zuschauer. Am 17. September 2014 fand mit dem WM-Qualifikationsspiel der deutschen Fußballnationalmannschaft der Frauen gegen Irland erstmals ein Länderspiel in Heidenheim statt.
Der größte Sportverein Heidenheims ist der Heidenheimer SB. Er bietet zahlreiche Sportarten an. Des Weiteren gibt es einen Tennisclub, den TC Heidenheim. Der Sportverein Mergelstetten wurde international bekannt durch den Gewinn mehrerer Weltmeistertitel im Kunstradfahren.
Heidenheim hat eine Fechtsport-Tradition, die Athleten sind erfolgreich bei nationalen und internationalen Wettkämpfen: eine Silbermedaille bei den Olympischen Spielen, acht Weltmeistertitel, sieben Europameisterschaften und 146 deutsche Meisterschaften.
Einen weiteren sportlichen Höhepunkt bietet der seit 2003 jährlich stattfindende Heidenheimer Sparkassen-Stadtlauf. Er unterteilt sich in einen Halbmarathon und einen Zehn-Kilometer-Lauf. Außerdem gibt es Skaterläufe über 10 und 21,1 Kilometer.
Der Baseballclub der Stadt, die Heidenheim Heideköpfe, wurde 2009, 2015, 2017, 2019, 2020, 2021 und 2023 Deutscher Baseballmeister. Der Spielort der Heideköpfe, der New Heideköpfe Ballpark, war im Sommer 2010 einer von drei Spielorten der Baseball-Europameisterschaft 2010.
2007 fand in Heidenheim der DFB-Futsal-Cup statt.
Die Stadtverwaltung Heidenheim betreibt zwei Freizeitbäder, das Hellensteinbad Aquarena auf dem Galgenberg und das am westlichen Ortsrand gelegene Waldfreibad. 2014 fanden im Hellensteinbad die Deutschen Meisterschaften im Rettungsschwimmen statt.
Seit 2012 findet jedes Jahr Anfang Oktober die ADAC Rallye Baden-Württemberg mit ihren Wertungsprüfungen in und um Heidenheim statt.
Der Verein Sportpark am Hochberg Heidenheim betreibt ganzjährig einen Schlepplift am Hochberg im Westen von Heidenheim, der im Sommer von den Radsportlern und im Winter von den Wintersportlern genutzt wird.

## Kultur und Sehenswürdigkeiten

### Bauwerke

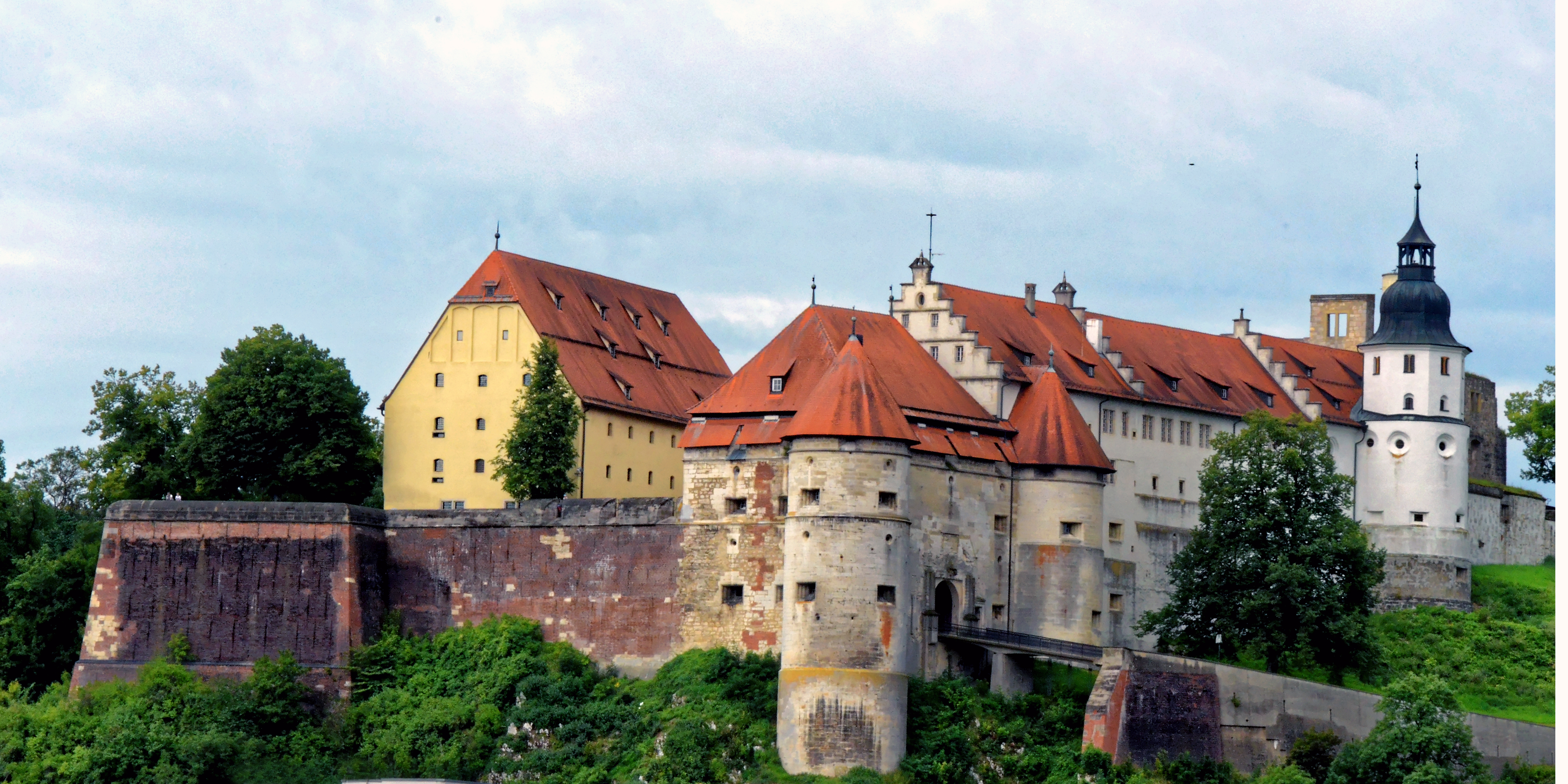
Schloss Hellenstein

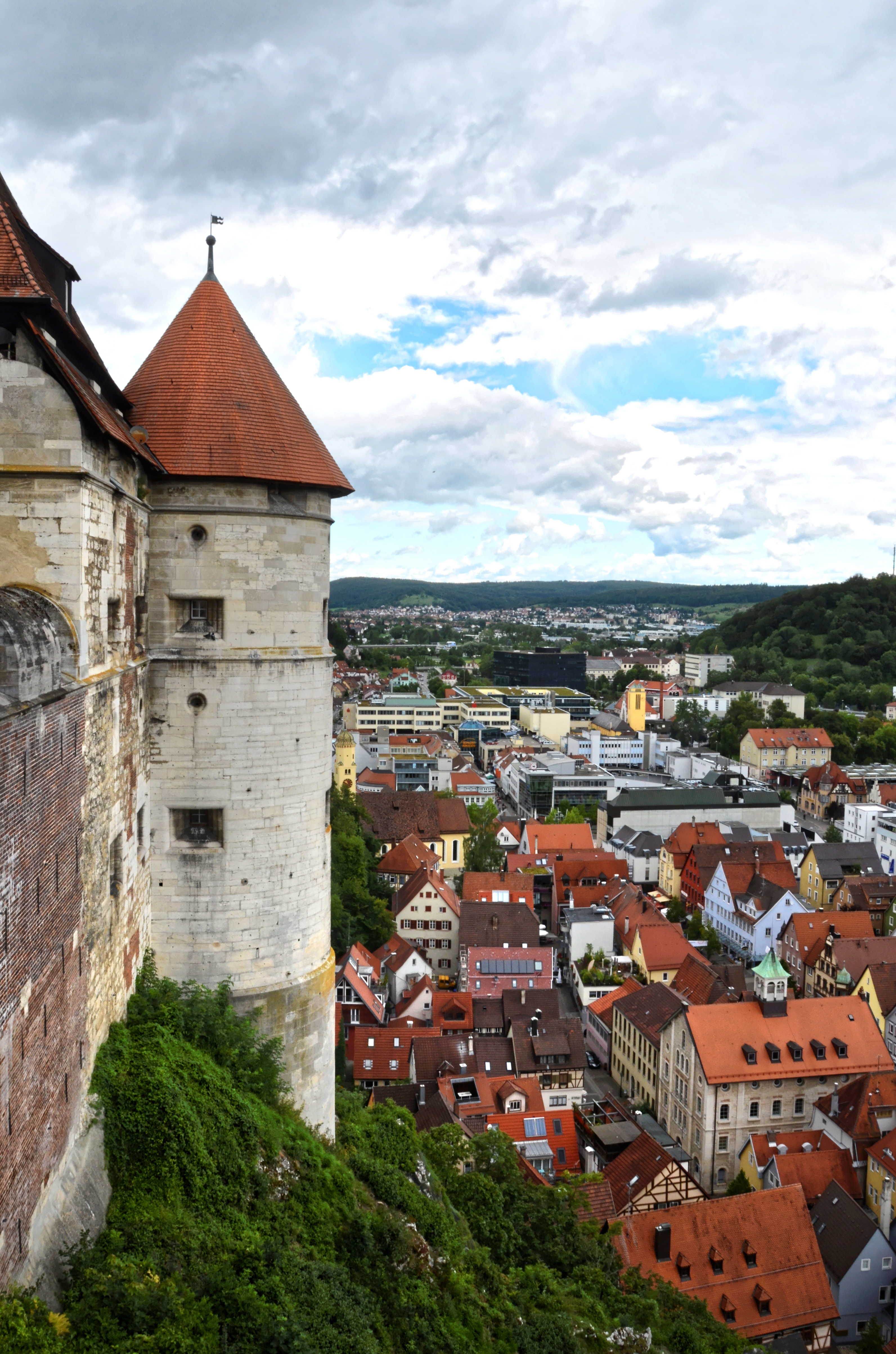
Schloss Hellenstein

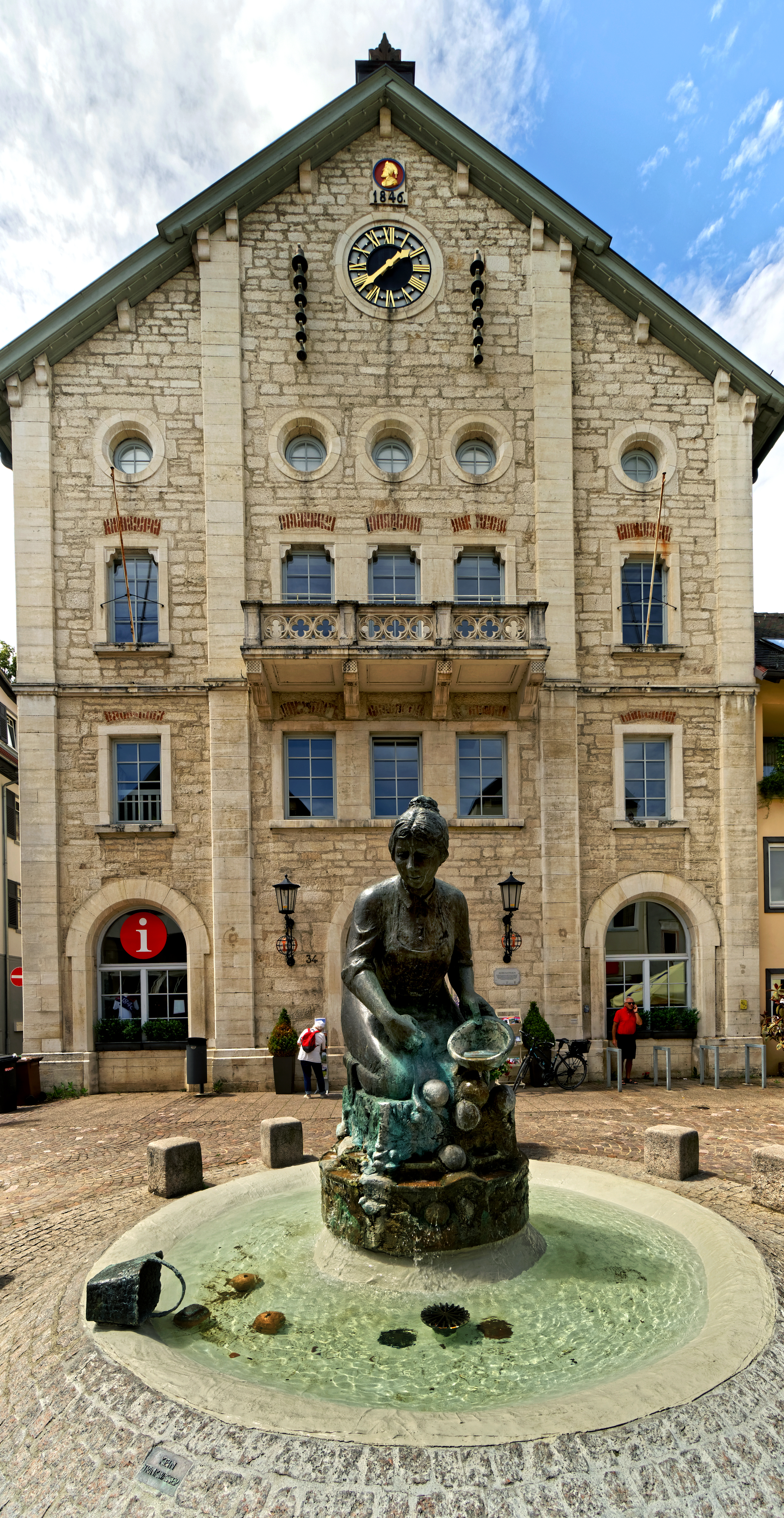
Die Knöpfleswäscherin vor dem alten Rathaus

Das bedeutendste Bauwerk und Wahrzeichen der Stadt ist das Schloss Hellenstein, von dem aus man einen weiten Blick über Heidenheim und seine Umgebung hat. Sehenswert ist auch der zugehörige Schlosspark mit Brunnen. In dessen direkter Umgebung befindet sich das Naturtheater, das zur Hälfte in eine Waldlichtung hinein erbaut ist, sowie der Naturpark/Wildpark „Eichert“.
In der Innenstadt befinden sich die evangelische Michaelskirche (alte Pfarrkirche der Stadt), das Elmar-Doch-Haus mit dem Knöpfleswäscherin-Brunnen, das Untere Tor, die Villa Waldenmaier, der Bürgerturm Türmle, die Webersiedlung, die Heidenschmiede, das Alte Eichamt und die alte Peterskirche (heute Friedhofskirche). Das 1913/14 im Jugendstil erbaute Konzerthaus bildet den südlichen Abschluss der Innenstadt.
An weiteren evangelischen Kirchen in der Kernstadt gibt es die Evangelische Pauluskirche (erbaut 1895–1898, heutige Haupt- und Dekanatskirche), die Christuskirche (1956/57) sowie die Johannes- und die Versöhnungskirche. Die katholische Pfarrkirche St. Maria wurde 1882/83 erbaut. 1961 folgte der Bau der katholischen Dreifaltigkeitskirche.
In den Stadtteilen gibt es folgende Kirchen:
- Mergelstetten: Evangelische Kirche, 1843 von Carl Alexander Heideloff; katholische Christkönigkirche von 1957
- Schnaitheim: Evangelische Kirche aus dem 17. Jahrhundert; katholische Kirche St. Bonifatius von 1951
- Oggenhausen: Evangelische Kirche von 1732
- Großkuchen: Katholische Kirche St. Petrus und Paulus; 1736 auf den Grundmauern einer älteren Kirche erbaut
- Kleinkuchen: Katholische Kirche St. Ulrich, 1517 und 1746 neu erbaut

Ein bedeutendes Industriedenkmal ist die Großturbinenhalle des Maschinenbau-Unternehmens Voith von 1924.
Auf dem Schlossberg, nur wenige Meter von Schloss Hellenstein entfernt, befindet sich das 2009 erbaute Kongresszentrum.

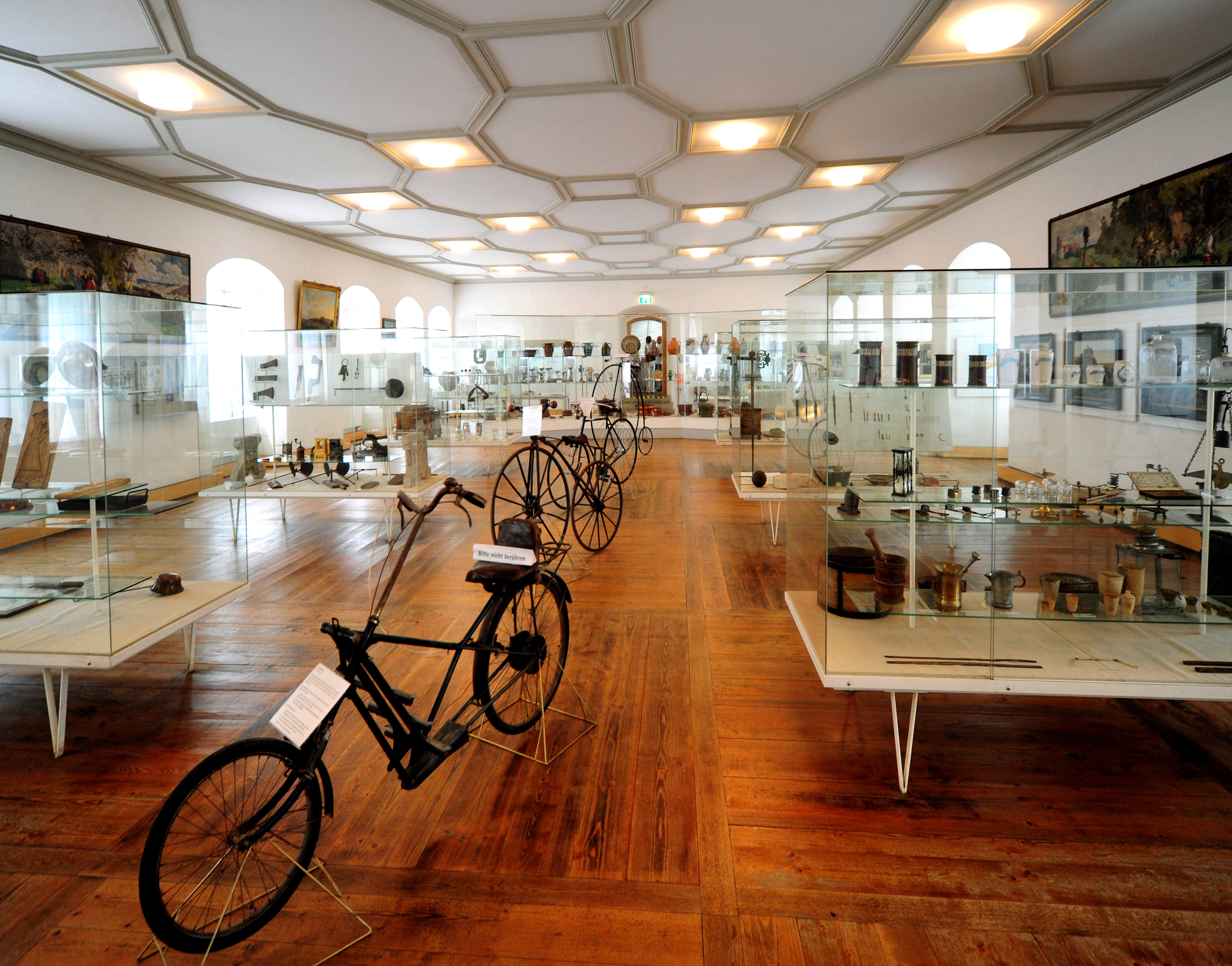
Blick in das Museum auf Schloss Hellenstein.

### Museen
- Im Schloss Hellenstein befindet sich das Museum für Kutschen, Chaisen und Karren, eine Außenstelle des Landesmuseums Württemberg.
- Das Museum Schloss Hellenstein, das sich vor allem in Räumen des um 1600 erbauten „Unteren Schlosses“ auf dem Hellenstein befindet, zeigt ausgewählte Exponate der Historischen Sammlungen der Stadt Heidenheim.[28]
- Im Museum im Römerbad werden Funde aus römischer Zeit ausgestellt.
- Das Kunstmuseum Heidenheim: Das Gebäude wurde ursprünglich im Jugendstil vom Architekten Philipp Jakob Manz in den Jahren 1904-04 als Stadtbad errichtet. In den 1980er Jahren wurde es zum städtischen Kunstmuseum umgebaut und zeigt heute Ausstellungen zeitgenössischer Kunst sowie als Dauerausstellung die Kunstsammlung der Stadt, darunter eine umfassende Sammlung von Picasso-Drucken und -Plakaten.
- Das „Mitmachmuseum“ Welt der Sinne im alten Forstamt.
- Galerie des Kunstvereins im Bürgerturm „Türmle“.

### Gedenkstätten
- Nahe dem Wohngebiet „Zanger Berg“ befindet sich seit 1961 das umstrittene Rommel-Denkmal für den in Heidenheim geborenen und in der NS-Zeit zum Generalfeldmarschall ernannten Erwin Rommel. Direkt vor dem Rommel-Denkmal wurde im Jahr 2020 ein Gegendenkmal aufgestellt.[29]
- Im Stadtteil Schnaitheim erinnert seit 1971 die Georg-Elser-Anlage mit Gedenkstein und einer Tafel mit Porträt und den Lebensdaten an den Hitler-Attentäter Georg Elser, der aus der Arbeiterbewegung kommend als Einzelkämpfer den von ihm vorhergesehenen Krieg mit der Tötung Hitlers verhindern wollte.
- Seit 1985 wird mit einer Gedenktafel zwischen Busbahnhof und Rathaustreppe 15 namentlich genannter Opfer der NS-Gewaltherrschaft gedacht.
- Im Stadtgebiet wurden 2006, 2009 und 2013 von dem Berliner Künstler Gunter Demnig mehrere Stolpersteine verlegt, die an das Schicksal von Heidenheimer Bürgern erinnern sollen, die Opfer des nationalsozialistischen Regimes wurden. Die würfelförmigen Betonquader mit beschrifteter Messingplatte sind Bestandteil des größten dezentralen Mahnmals der Welt. Sie sind vor den letzten frei gewählten Wohnhäusern der NS-Opfer bündig in den Gehweg eingelassen. (Siehe auch: Liste der Stolpersteine im Landkreis Heidenheim#Heidenheim an der Brenz)

### Kulturlandschaft

#### Kohlplatten
Bei Heidenheim befinden sich die Heidenheimer Kohlplatten, wo seit 1833 Holzkohle hergestellt wird. Diese Köhler-Platten befinden sich auf dem Härtsfeld, Gemarkung Großkuchen-Rotensohl. Eine Kohlplatte ist eine in der Mitte leicht erhöhte runde Erdplatte, auf die ein Kohlemeiler gebaut wird. Auf dem Härtsfeld und auf dem Albuch gibt es mehrere verlassene Köhler- oder Kohlplatten. Ein Parkplatz an der Autobahn A 7 heißt Heidenheimer Kohlplatten. Als Hinweis auf die noch tätige Köhlerei bei Rotensohl gibt es zwischen den Anschlussstellen Heidenheim und Aalen/Oberkochen ein dreieckiges Warnschild mit der Aufschrift „Achtung Rauch“.

#### Albschäferweg
Der Albschäferweg erreicht auch das Heidenheimer Stadtgebiet und erschließt die Geschichte der Wanderschäferei.

### Sternwarte

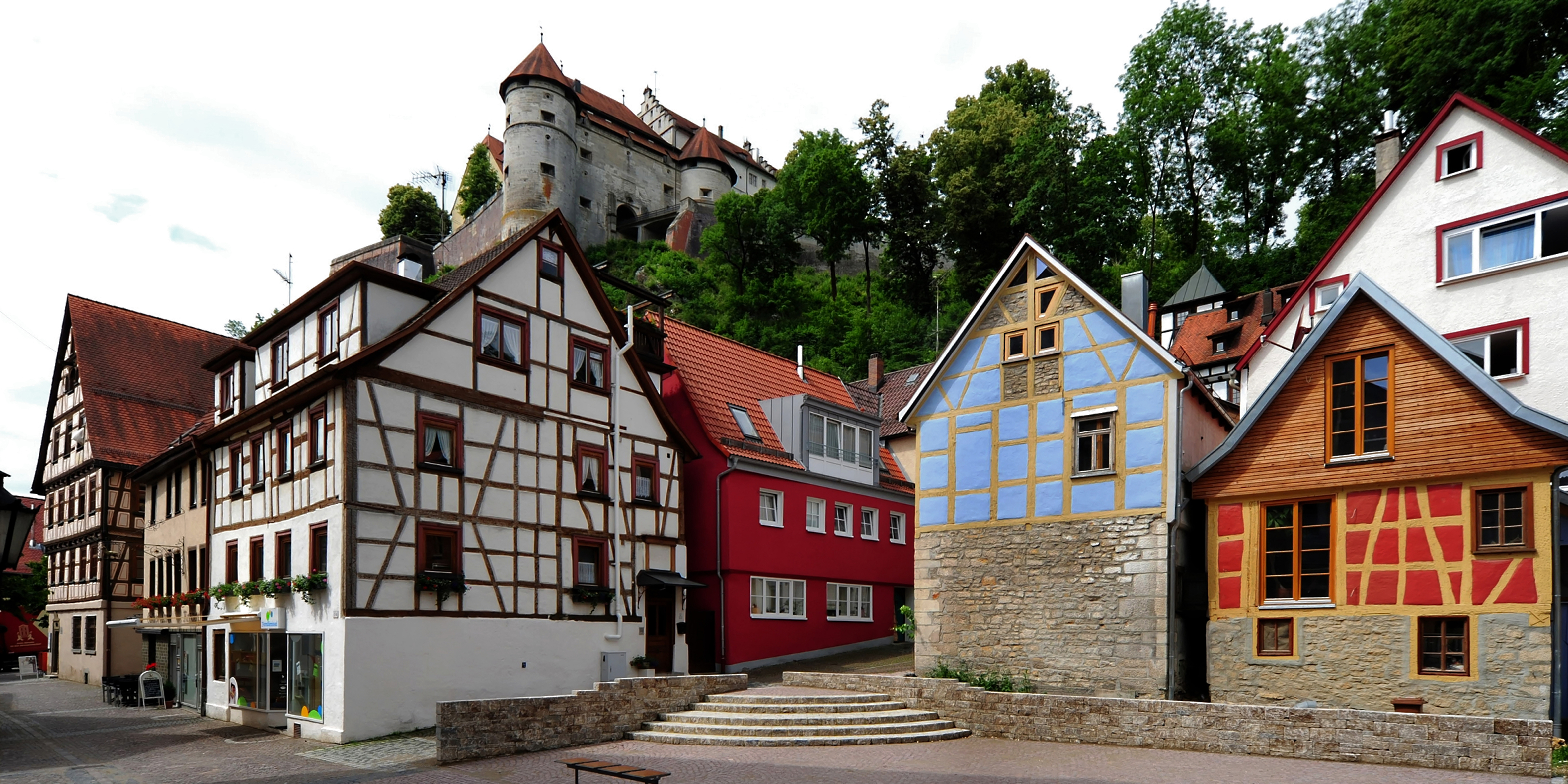
Die Hintere Gasse und das Schloss

Die Willi-Hüll-Sternwarte liegt auf ca. 540 m Höhe in Heidenheim-Mergelstetten auf dem Erbisberg. Es ist eine Volkssternwarte, die vom Astronomieverein Heidenheim betrieben wird. Sie wurde am 30. September 2006 eingeweiht, ist die einzige Sternwarte im Landkreis Heidenheim und kann von Schülern und Amateur-Astronomen genutzt werden. Seit April 2008 befindet sich dort auch ein Sonnenteleskop. In der Sternwarte finden Führungen und astronomische Vorträge statt.

### Regelmäßige Veranstaltungen
Jährlich finden die Opernfestspiele Heidenheim im Schloss Hellenstein statt. Sie entstanden aus den früheren Schlossserenaden. Ferner gibt es jährlich Freilichtspiele im Naturtheater Heidenheim. Das Sassetheater in Heidenheim-Schnaitheim ist eine Dauereinrichtung.
Im zweijährigen Rhythmus (das letzte Mal im Juni 2008) fand der Heidenheimer Schäferlauf statt. Er wurde 1723 vom württembergischen Herzog Eberhard Ludwig gestiftet. Es handelte sich um die alljährliche Zusammenkunft der Schäfer aus Heidenheim und Umgebung. Dabei gab es jeweils ein Fest mit Festlauf und Krönung eines Schäferkönigspaares. Bis 1828 wurde der Schäferlauf abgehalten, dann folgte eine Pause bis 1922. Dann wurde er bis 1952 fünfmal abgehalten, und seit 1972 gehörte er wieder zum regelmäßigen Kulturprogramm der Stadt.
Außerdem findet alle drei Jahre die „Kontakta“ statt. Diese Verbrauchermesse wird hauptsächlich von Ausstellern wie Handwerkern, Dienstleistern etc. aus der Region beschickt.
Sportliche Höhepunkte sind die Heidenheimer Fechtertage Ende März mit der Auslobung des Heidenheimer Pokals (gilt als das schwerste Degeneinzelturnier der Welt) und des Coupe d’Europe (Top-Mannschaftsturnier), das seit dem Jahre 1992 immer im Frühjahr jährlich ausgetragene Internationale Heidenheimer Schwimmfest in der Aquarena sowie der Heidenheimer Stadtlauf, der immer am ersten Sonntag im Juni jeden Jahres stattfindet.
Außerdem findet seit 1996 jährlich (im Mai bzw. Juni) die Heidenheimer Musiknacht statt. In den Kneipen und Gaststätten der Innenstadt spielen bis zu 30 Bands und Gruppen. Dieses Konzept stammt aus Heidenheim und war Vorbild für andere Städte, die ebenfalls jährlich Musiknächte austragen. Somit fand 1996 in Deutschland die erste Musiknacht in Heidenheim statt.
Regelmäßig gibt es zudem die Heidenheimer Museumsnacht, zuletzt 2007, 2009 und 2012. Bei der Museumsnacht werden an einem Samstag im Herbst (i. d. R. im Oktober) alle Museen im Heidenheimer Stadtgebiet ab 18 Uhr bis in die Nacht geöffnet und sind mit einer allgemein gültigen Eintrittskarte bzw. einem Bändel zu betreten. Besucher können zwischen den Museen in der Innenstadt und den Museen auf Schloss Hellenstein mit zwei historischen Bussen kostenlos pendeln. In den Museen selbst werden Führungen, aber auch besondere Aktionen wie Konzerte, Filmvorführungen, Lesungen etc. angeboten.
Alle drei Jahre fand das Bildhauersymposion Heidenheim statt, bei dem Bildhauer Kunstwerke in den Unternehmungen Heidenheims aus den in dem jeweiligen Betrieb verwendeten Materialien erschufen. Das letzte derartige Symposion fand im Juli 2013 statt und wurde vom Bildhauersymposion Heidenheim e. V. veranstaltet.

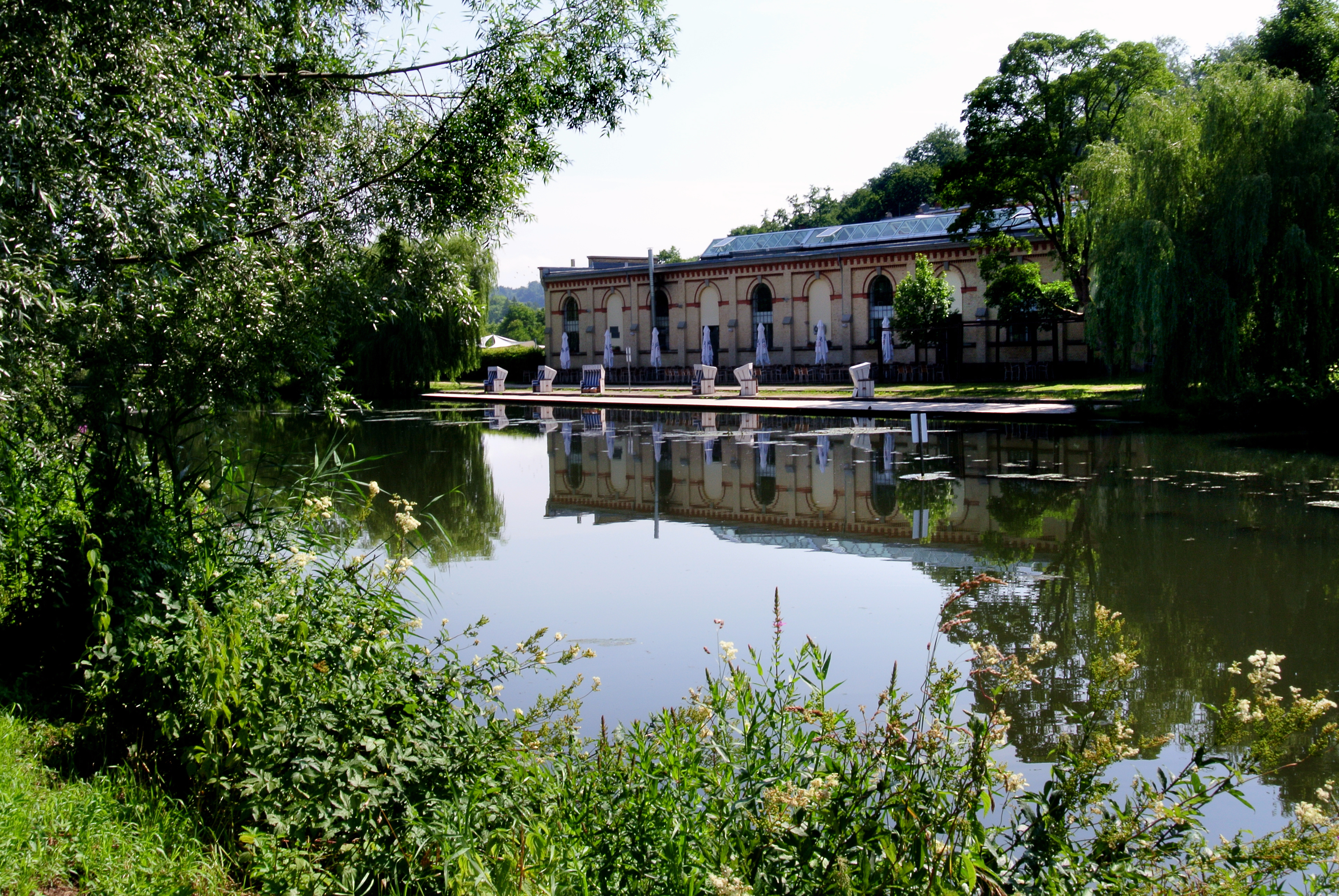
Die Brenz auf dem Gelände der Landesgartenschau

### Landesgartenschau
Vom 12. Mai bis zum 3. Oktober 2006 fand in Heidenheim die Landesgartenschau Baden-Württemberg statt. Das Gelände der Gartenschau, der Brenzpark, wurde nach Umbauarbeiten im April 2007 wieder für die Öffentlichkeit eröffnet. Viele Attraktionen sind erhalten geblieben, eine ganzjährige Öffnungszeit ist vorgesehen. Ein geringes Eintrittsentgelt wird erhoben.

## Persönlichkeiten

### Ehrenbürger
Die Stadt Heidenheim an der Brenz hat folgenden Personen das Ehrenbürgerrecht verliehen:
- 1907: Josef Weiss, Fabrikdirektor
- 1908: Friedrich von Voith, Geheimer Kommerzienrat
- 1915: Hermann Poppe, Geheimer Kommerzienrat
- 1919: Friedrich Pfenning, Fabrikant
- 1922: Eugen Gaus, Lehrer am Hellenstein-Gymnasium
- 1928: Eugen Jaekle, Oberbürgermeister
- 1955: Hanns Voith, Unternehmer
- 1967: Kurt Bittel, Archäologe und Hochschullehrer
- 1983: Hugo Rupf, Unternehmer
- 1984: Eugen Loderer, Vorsitzender der IG Metall
- 1993: Martin Hornung, Oberbürgermeister
- 2004: Michael Rogowski, Vorsitzender des BDI
- 2021: Bernhard Ilg, Oberbürgermeister

### Ehrenringträger
Nach dem Ehrenbürgerrecht ist der Ehrenring die zweithöchste Auszeichnung, die die Stadt Heidenheim vergibt. Er besteht aus 585er Gelbgold, und auf ihm ist das Stadtwappen abgebildet. Auf der Innenseite werden der Name der Stadt, das Jahr der Verleihung und die Initialen der geehrten Person graviert. Bis 2021 wurde er 22 Mal vergeben.
- Gilles Catoire, Ex-Oberbürgermeister der Partnerstadt Clichy
- Rainer Domberg, Ex-Bürgermeister
- Hermut Kormann, Ex-Voith-Chef
- Erhard Lehmann, Ex-CDU-Fraktionschef
- Hubert Lienhard, Ex-Voith-Chef
- Klaus Moser, Ex-IHK-Chef
- Roland Riegger, Ex-Bürgermeister
- Hans-Jörg Wilhelm, Verleger der Heidenheimer Zeitung
- Wolfgang Staiger, Ex-Landtagsabgeordneter
- 2021: Rudi Neidlein, Altstadtrat (mit einem neuen Design des Rings)

### Söhne und Töchter der Stadt

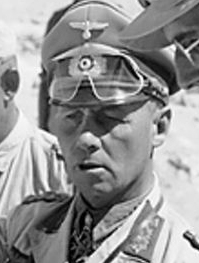
Erwin Rommel, 1942

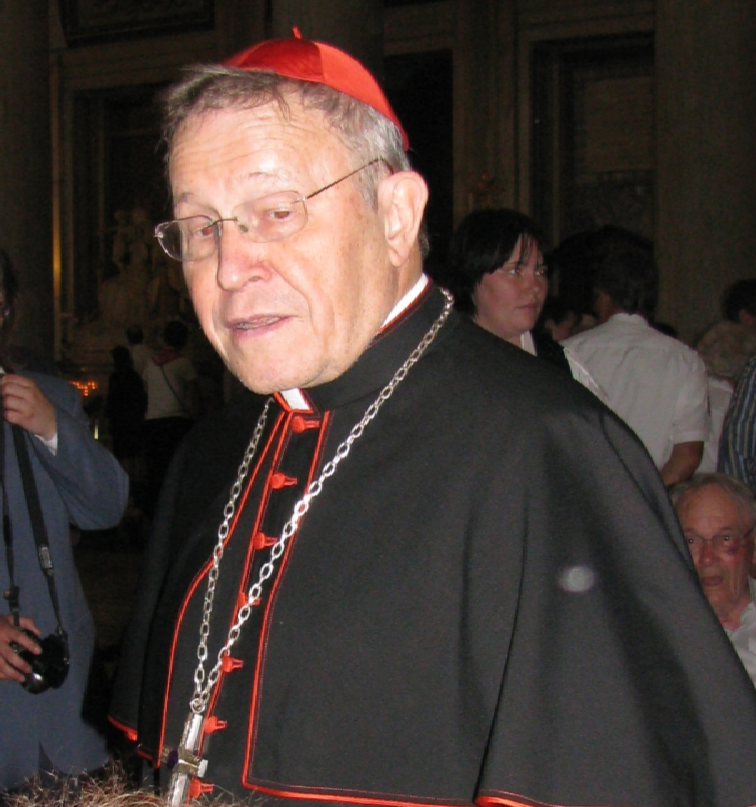
Walter Kasper (2008)

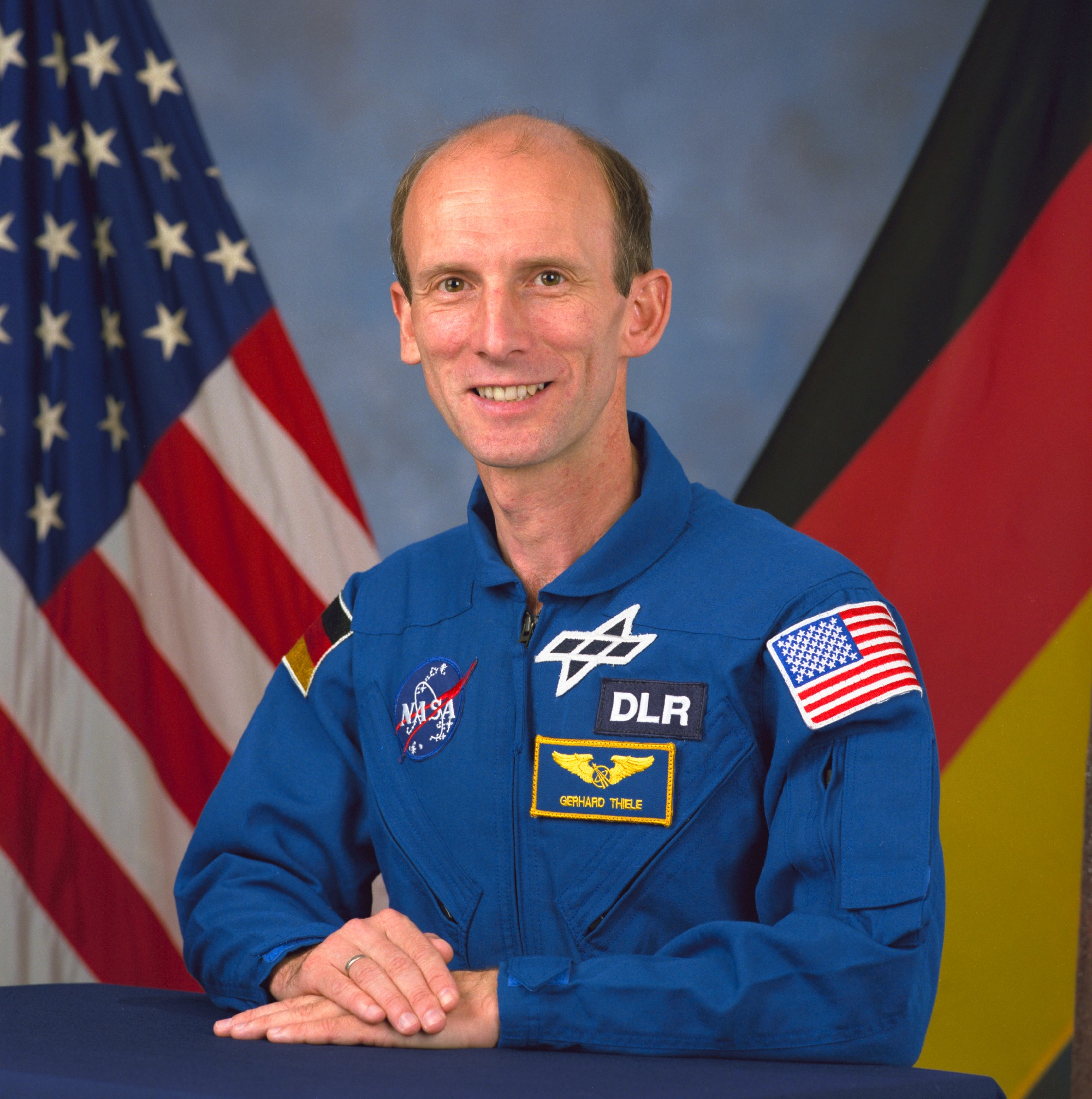
Gerhard Thiele

- Jacob Ramminger (1535–1606), württembergischer Schreiber, Konstrukteur mathematisch-astronomischer Instrumente und Kartograph
- Sebastian Ramminger (1560/1570–1617), württembergischer Maler
- Daniel Hitzler (1575–1635), evangelischer Theologe und Geistlicher
- Johann Jakob von Wunsch (1717–1788), preußischer General
- Johann Gottlieb Pistorius (1762–1827), württembergischer Regierungsrat
- Ferdinand von Pistorius (1767–1841), württembergischer Hofrat und Landtagsabgeordneter
- Carl Friedrich Cless (1797–1861), Pfarrer und Schriftsteller
- Gustav von Horn (1807–1886), Gutsbesitzer und Landtagsabgeordneter
- Heinrich Voelter (1817–1887), Erfinder und Papierfabrikant
- Paul Müller (1843–1906), Bildhauer der Eberhardgruppe im Stuttgarter Schlossgarten
- Leonhard Ableiter (1844–1921), Gymnasiallehrer, Philologe und Präsident der Ministerialabteilung für die höheren Schulen
- Albert Hartmann (1846–1909), Fabrikant
- Arthur Hartmann (1849–1931), Mediziner und Hochschullehrer
- Hermann Lang (1856–1916), Bildhauer und Medailleur
- Eugen Sapper (1858–1912), Chemiker
- Alfred Meebold (1863–1952), Botaniker, Schriftsteller, Anthroposoph
- Heinrich Maier (1867–1933), Philosoph und Hochschullehrer
- August Feurer (1873–1943), württembergischer Oberamtmann
- Paul Ziegler (1874–1956), Magistratbaurat in Flensburg (Deutsches Haus)
- Robert Frey (1881–?), Pilot, erste Überquerung Berlins mit einem Flugzeug[32]
- Hanns Voith (1885–1971), Unternehmer
- Edwin Grünvogel (1890–1970), Geologe, Lehrer
- Erwin Rommel (1891–1944), Generalfeldmarschall, Vater von Manfred Rommel
- Georg Rau (1892–1964), Politiker (NSDAP), Reichstagsabgeordneter
- Franz Weiß (1892–1985), katholischer Pfarrer und Widerstandskämpfer in der NS-Zeit
- Heinrich Theodor Musper (1895–1976), Kunsthistoriker und Museumsdirektor
- Hermann Mohn (1896–1958), Mundartdichter und Heimatforscher
- Else Kienle (1900–1970), Ärztin und Schriftstellerin
- August Seybold (1901–1965), Botaniker und Hochschullehrer
- Friedrich Degeler (1902–1989), Küfermeister in Heidenheim, Träger des Bundesverdienstkreuzes, Landtagsabgeordneter und Präsident der Handwerkskammer Ulm
- Helmuth Uhrig (1906–1979), Bildhauer, Maler, Holzschnitzer, Glasgestalter, gestaltete ca. 100 Kirchen in Deutschland, Kunstbeauftragter der Evangelischen Landeskirche in Württemberg
- Kurt Bittel (1907–1991), Archäologe und Vorsitzender des Deutschen Archäologischen Instituts
- Ewald Fünfer (1908–1995), Experimentalphysiker und Direktor am Max-Planck-Institut für Plasmaphysik
- Hermann Slevogt (1909–1984), Physiker und Optikdesigner
- Heinz Bittel (1910–1980), Physiker, Ordinarius an der Westfälischen Wilhelms-Universität Münster, deren Rektor 1963/64
- Dieter Oesterlen (1911–1994), Architekt in Hannover
- Joachim Lell (1916–1993), evangelisch-lutherischer Theologe
- Erich Herter (1920–1991), Maler und Werbegrafiker
- Eugen Loderer (1920–1995), IG-Metall-Vorsitzender von 1972 bis 1983
- Karl Birkhold (* 1921), Vertriebsdirektor, Vorstandsmitglied bei der Bundesvereinigung Verbandmittel und Medicalprodukte und bei Paul Hartmann
- Margarete Hannsmann (1921–2007), Schriftstellerin
- Karl Dompert (1923–2013), Automobilkonstrukteur
- Paul Gnaier (1926–2013), Fechter und Sportfunktionär
- Alfred Gunzenhauser (1926–2015), Volkswirt, Galerist und Kunstsammler
- Hermann Schwahn (1927–2003), Maler, Grafiker und Bildhauer
- Hermann Pius Siller (* 1929), katholischer Theologe
- Peter Alexander Stadtmüller (1930–1984), Kirchenmusiker und Hochschullehrer
- Gerhard Braun (1932–2016), Flötist, Komponist und Hochschullehrer in Karlsruhe
- Hans-Dieter Krebs (1932–2016), Publizist und Historiker
- Walter Kasper (* 1933), Kurienkardinal in Rom und Präsident des Päpstlichen Rates zur Förderung der Einheit der Christen im Vatikan
- Siegfried Pommerenke (1933–2016), Landtagsabgeordneter der SPD und Gewerkschafter
- Wolfgang Wieland (1933–2015), Philosoph, Arzt und Professor Emeritus für Theoretische Philosophie an der Universität Heidelberg
- Walter Birkhold (1935–2013). Fußballspieler, der für den VfL Heidenheim spielte und zwischen 1963 und 1966 18 Länderspiele in der deutschen Fußballnationalmannschaft der Amateure bestritt
- Hans-Christoph Siegmann (1935–2009), Physiker
- Klaus Dieter Seybold (1936–2011), evangelischer Theologe
- Thomas Mauch (* 1937), Kameramann, Drehbuchautor, Filmregisseur und Produzent
- Dieter Goal (1938–2013), Jazzmusiker
- Erich Kolb (* 1938), Handballspieler, Weltmeister 1966
- Werner Schiehlen (* 1938), Maschinenbauingenieur, Wissenschaftler und Universitätsprofessor
- Peter Schwerdtner (1938–2006), Jurist, Universitäts-Professor in Bielefeld ab 1972
- Werner Grau (* 1939), Bürgermeister
- Heribert Kalchreuter (1939–2010), Jagdwissenschaftler und Wildbiologe
- Günter Moser (* 1940), Lehrer und Politiker, Mitglied des Landtags von Baden-Württemberg
- Hans Robert Hansen (* 1941), deutsch-österreichischer Wirtschaftswissenschaftler und Wirtschaftsinformatiker
- Christa von Thurn und Taxis (* 1941), Präsidentin des Bayerischen Roten Kreuzes
- Barbara Scholkmann (* 1941), Professorin für Archäologie des Mittelalters an der Universität Tübingen
- Irmtraud Stellrecht (* 1943), Ethnologin
- Günter Haas (* 1944), Schriftsteller
- Jutta Kammann (* 1944), Schauspielerin
- Hartmut Schaefer (* 1944), Musikwissenschaftler und Musikbibliothekar
- Wolf-Ernst Reif (1945–2009), Paläontologe und Evolutionsbiologe
- Wolfgang Kopp (* 1945), Brigadegeneral a. D. der Bundeswehr
- Uwe Zellmer (* 1946), Lehrer, Theatermacher, Autor, spielt auch selbst Theater; zusammen mit Bernhard Hurm Gründer des Theaters Lindenhof in Melchingen
- Horst Blankenburg (* 1947), Fußballspieler, in den 1970ern bei Ajax Amsterdam
- Wilfried Endlicher (* 1947), Geograph und Hochschullehrer
- Hans-Joachim Ruckhäberle (1947–2017), Theaterregisseur und Dramaturg
- Wolfgang Staiger (1947–2023), Politiker (SPD), von 1996 bis 2009 Abgeordneter des Landtags von Baden-Württember
- Ulrich Tränkle (1947–1993), Psychologe und Hochschullehrer
- Hans-Peter Brause (* 1948), Richter am Bundesgerichtshof
- Oskar Muck (* 1948), Degenfechter
- Ernst Wolf (* 1948), Maler
- Peter Paul Weinert (1948–2012), Landrat des Westerwaldkreises
- Manfred Neun (* 1950), Unternehmer und Präsident der European Cyclists’ Federation (ECF)
- Wolfgang Rose (* 1950), Gewerkschafter und Verbandsfunktionär
- Wolfgang Wulz (* 1950), Schriftsteller und Mundartforscher
- Hellmut Hoffmann (* 1951), Diplomat, Botschafter in Albanien
- Günther Reger (* 1951), Maler und Musiker
- Hartmut Schoen (* 1951), Regisseur, Drehbuchautor und Produzent
- Elisabeth Burr (* 1952), Romanistin, Hochschullehrerin
- Peter Staengle (* 1953), Literaturwissenschaftler
- Gerhard Thiele (* 1953), Astronaut
- Susanne Breit-Keßler (* 1954), Oberkirchenrätin der Evangelisch-Lutherischen Kirche in Bayern mit dem Titel Regionalbischöfin
- Michael Krüger (* 1955), Sportwissenschaftler, Sporthistoriker und Hochschullehrer
- Hans Wolfgang Roth (* 1955), Maler und Kunstlehrer
- Bernhard Rüth (* 1955), Historiker, Archivar, Kulturmanager, Ausstellungskurator und Publizist
- Helmut Engel (* 1956), Jazzmusiker, Komponist und Dozent
- Dagmar Frese (* 1956), Schwimmerin
- Heiner Jestrabek (* 1956), Publizist und Verleger
- Klaus Wagenleiter (* 1956), Pianist
- Ulrich Bosch (* 1957), Chirurg, Orthopäde und Sportmediziner
- Hans-Joachim Zwiesler (* 1957), Mathematiker und Hochschullehrer
- Gerhard Bauer (* 1958), Landrat des Landkreises Schwäbisch Hall
- Bernhard Wimmer (* 1958), Bildhauer und Installationskünstler
- April Hailer (* 1959), Schauspielerin
- Horst Junginger (* 1959), Religionswissenschaftler und Antisemitismusforscher
- Eberhard Wolff (* 1959), Kulturwissenschaftler und Medizinhistoriker
- Peter Puck (* 1960), Comiczeichner
- Ingeborg Gräßle (* 1961), Politikerin (CDU), von 1996 bis 2004 Mitglied des Landtags von Baden-Württemberg, seit September 2021 Mitglied des Deutschen Bundestages
- Barbara Schaefer (* 1961), Journalistin und Autorin
- Michaela Konrad (* 1962), Provinzialrömische Archäologin
- Sabine Pemsel-Maier (* 1962), römisch-katholische Theologin und Hochschullehrerin
- Hans Fickelscher (* 1963), Jazzmusiker
- Gisela Müller (* 1963), Schauspielerin, Sängerin und Gesanglehrerin
- Arnd Schmitt (* 1965), Fechter und Olympiasieger
- Joachim Schultze (* 1965), Immunologe und Genomforscher, Hochschullehrer
- Stefan Schweikert (* 1965), Autor
- Frank Biess (* 1966), Historiker
- Olaf Schönborn (* 1967), Jazzmusiker
- Marcus Bosch (* 1969), Dirigent, Generalmusikdirektor, Hochschullehrer und Festivalleiter
- Joachim Spatz (* 1969), Physiker und Hochschullehrer
- Andreas Stoch (* 1969), Politiker (SPD), von 2013 bis 2016 baden-württembergischer Kultusminister, seit 2009 Mitglied des Landtags von Baden-Württemberg
- Hendrik Rupp (* 1970), Journalist
- Helga Bahmer (* 1971), Filmemacherin
- Ralf Bißdorf (* 1971), Fechter
- Hoss Power (* 1971), Sänger und Rhythmusgitarrist von The BossHoss
- Silke Eberhard (* 1972), Jazzmusikerin
- Hansjörg Kopp (* 1972), Generalsekretär des CVJM Deutschland
- Maya Kuchenbecker (* 1972), Basketballspielerin
- Frank Schmidt (* 1974), Fußballtrainer
- Patrick Findeis (* 1975), Schriftsteller
- Karin Mayer (* 1975), Degenfechterin
- Fabian Schmidt (* 1975), Degenfechter
- Maximilian Hecker (* 1977), Sänger
- Carsten Niederberger (* 1979), Moderner Fünfkämpfer und Staffelweltmeister 2002
- Benjamin Stich (* 1980), Agrarbiologe
- Birgit Thumm (* 1980), Volleyball-Nationalspielerin
- Chefket (* 1981), Rapper und Sänger
- Frederick Brütting (* 1983), Politiker (SPD), seit 2021 Oberbürgermeister von Aalen
- Felix Niederberger (* 1983), Kunstradfahrer beim RSV Nattheim und Weltmeister 2007 im Zweier in Winterthur/Schweiz
- Michael Stegmayer (* 1985), Fußballspieler
- Joachim G. Glöckler (* 1985), Fußballspieler in der Behindertenfußball-Bundesliga (aktuell MTV Stuttgart 1843)[33]
- Siegfried Hornecker (1986–2024), Schachspieler, Studienkomponist und Publizist
- Bernd Nehrig (* 1986), Fußballspieler
- Jonas Niederberger (* 1986), Kunstradfahrer beim RSV Nattheim und Weltmeister 2007 im Zweier in Winterthur/Schweiz
- Sebastian Ayernschmalz (* 1987), Bundestrainer der Frauennationalmannschaft im American Football
- Ufuk Budak (* 1990), Fußballspieler
- Ricarda Multerer (* 1990), Degenfechterin
- Moritz Heuberger (* 1991), Politiker (2015–2017 Sprecher der Grünen Jugend, der Jugendorganisation von Bündnis 90/Die Grünen)
- Martin Sörös (* 1991), Jazzmusiker
- Burak Çoban (* 1994), Fußballspieler
- Philip Schulz (* 1994), Baseballspieler
- Tim Skarke (* 1996), Fußballspieler
- Iordanis Konstantinidis (* 1998), Taekwondoin
- Kevin Lankford (* 1998), Fußballspieler
- Eyüp Aydın (* 2004), türkisch-deutscher Fußballspieler
- Laurin Ulrich (* 2005), Fußballspieler

### Persönlichkeiten, die in der Stadt gewirkt haben

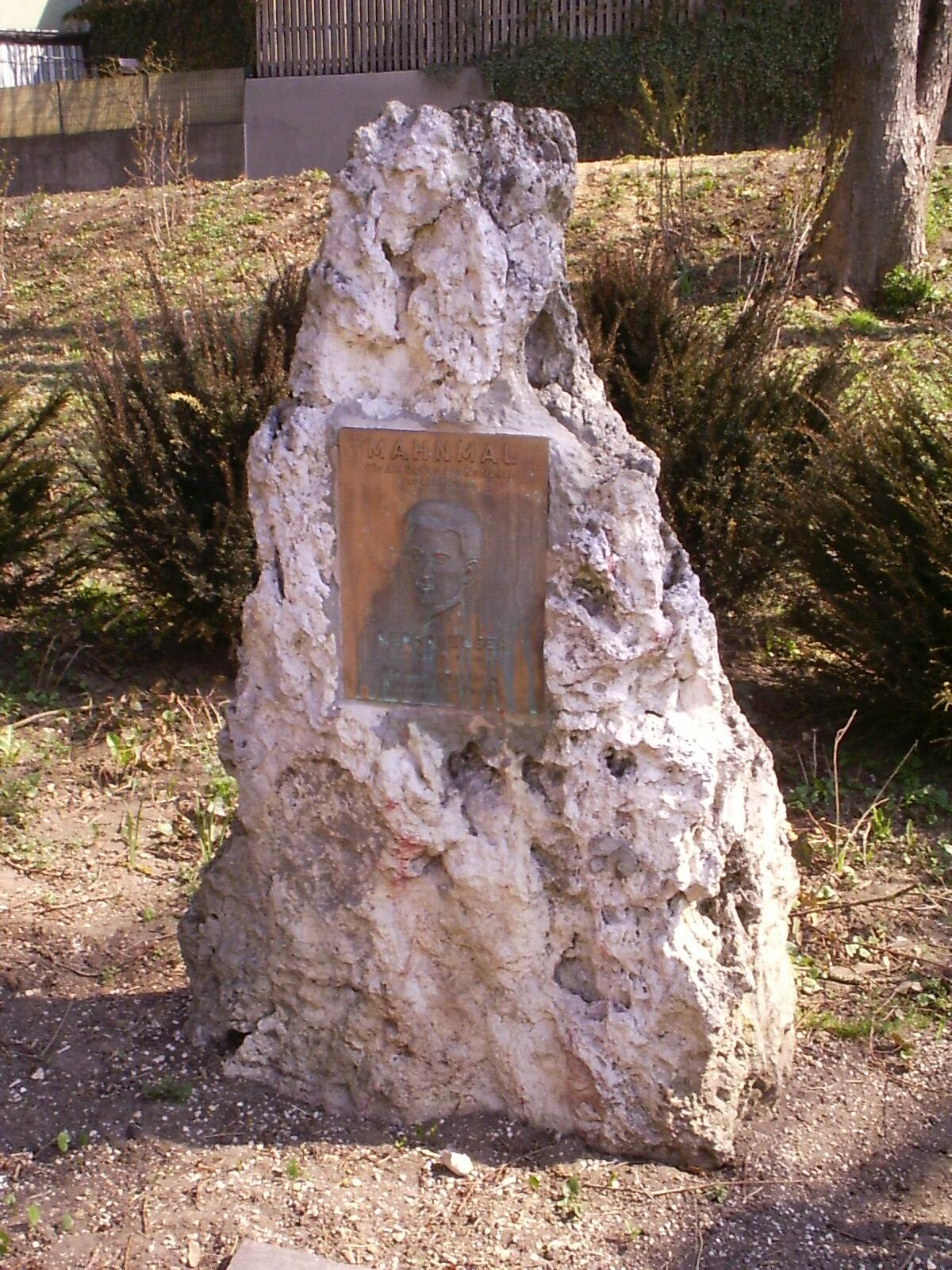
Georg-Elser-Gedenkstein im Ortsteil Schnaitheim

- Friedrich Christoph Oetinger (* 2. Mai 1702 in Göppingen; † 10. Februar 1782 in Murrhardt), Theologe, Theosoph und Pietist, wirkte von 1743 bis 1746 in Heidenheim im evangelischen Pfarramt Schnaitheim.
- Johann Gottlieb Meebold (* 28. August 1796 in Sulz am Neckar; † 21. September 1871 in Heidenheim), seit 1822 in Heidenheim, 1828 Mitbegründer der Württembergischen Cattunmanufactur, Wegbereiter der industriellen Textilherstellung in Deutschland.
- Eugen Gaus (* 28. April 1850 in Fridingen an der Donau; † 30. April 1934 in Heidenheim) war ein heimatkundlich engagierter Lehrer und Ehrenbürger der Stadt Heidenheim.
- Georg Elser (* 4. Januar 1903 in Hermaringen; † 9. April 1945, ermordet in Dachau), lebte und arbeitete mehrere Jahre in Heidenheim, verübte 1939 das gescheiterte Attentat auf Adolf Hitler im Münchner Bürgerbräukeller.
- Helmut Bornefeld (* 14. Dezember 1906 in Stuttgart-Untertürkheim; † 11. Februar 1990 in Heidenheim an der Brenz) war Kirchenmusiker, Komponist, Orgelsachverständiger, Grafiker und Autor.
- Hans Walter (* 23. Februar 1915 in Sackelhausen/Banat (Sacalaz/Rumänien); † 30. Juni 1991 in Heidenheim), Musikwissenschaftler, Volksliedsammler und Chorleiter, 1956 Umzug von Dornbirn nach Heidenheim, Lehrtätigkeit am Max-Planck-Gymnasium.
- Franklin Pühn (* 20. Mai 1925 in Erfurt; † 6. Dezember 2020 in Heidenheim), Bildhauer, lebte seit 1954 in Heidenheim, langjähriger Vorsitzender des örtlichen Kunstvereins
- Werner Baumhauer (* 12. November 1930 in Massenbachhausen; † 5. April 2021 in Heidenheim), Politiker der CDU, Landtagsabgeordneter und Staatssekretär
- Walter L. Werner (* 19. Januar 1933; † 9. April 2020 in Aalen), IHK-Hauptgeschäftsführer, Wirtschaftsfunktionär
- Michael Rogowski (* 13. März 1939 in Stuttgart; † 12. November 2021 in Heidenheim), BDI-Präsident von 2001 bis 2004
- Walter Mixa (* 25. April 1941 in Königshütte, Oberschlesien), emeritierter Bischof von Augsburg und emeritierter deutscher katholischer Militärbischof, besuchte das naturwissenschaftliche Gymnasium in Heidenheim.
- Friedrich Fröschle (* 1944 in Stuttgart), bis 1982 Kantor an der Pauluskirche, zuletzt bis 2009 Kirchenmusikdirektor am Ulmer Münster.
- Walter G. Grupp[34][35] (* 1952 in Leutkirch; † 2021 in Brüssel), Rechtsanwalt, Generalsekretär des Europäischen Mittelstandsverbandes CEA-PME und Träger des Bundesverdienstkreuzes
- Dörte Maria Packeiser (* 1957 in Hamburg), deutsche Organistin, Chorleiterin, Kantorin und Kirchenmusikdirektorin in Heidenheim
- Sven van Meegen (* 14. Oktober 1976 in Schwäbisch Hall), Professor an der örtlichen Hochschule und Dekan des katholischen Dekanats
- Nina-Friederike Gnädig (* 9. Dezember 1977 in Nürnberg), Schauspielerin, wuchs im Stadtteil Oggenhausen auf.
- Marcel Musolf (* 17. Mai 1985), Politiker (Freie Wähler), in Heidenheim aufgewachsen
- Clara Resch (* 1995), Politikerin (Bündnis 90/Die Grünen), lebt in Heidenheim